# Casa Memorială „Ion Popescu-Voitești”
Casa Memorială „Ion Popescu-Voitești” este un muzeu județean din Voiteștii din Vale. 
Monument de arhitectură (cod LMI GJ-IV-m-B-09492), construită în 1941 de arh. Iulius Doppelreiter, casa adăpostește exponate (cărți, manuscrise) evocând activitatea geologului și profesorului universitar Ion Popescu-Voitești (1876 - 1944), precum și o colecție de malacologie și paleontologie.

## Imagini

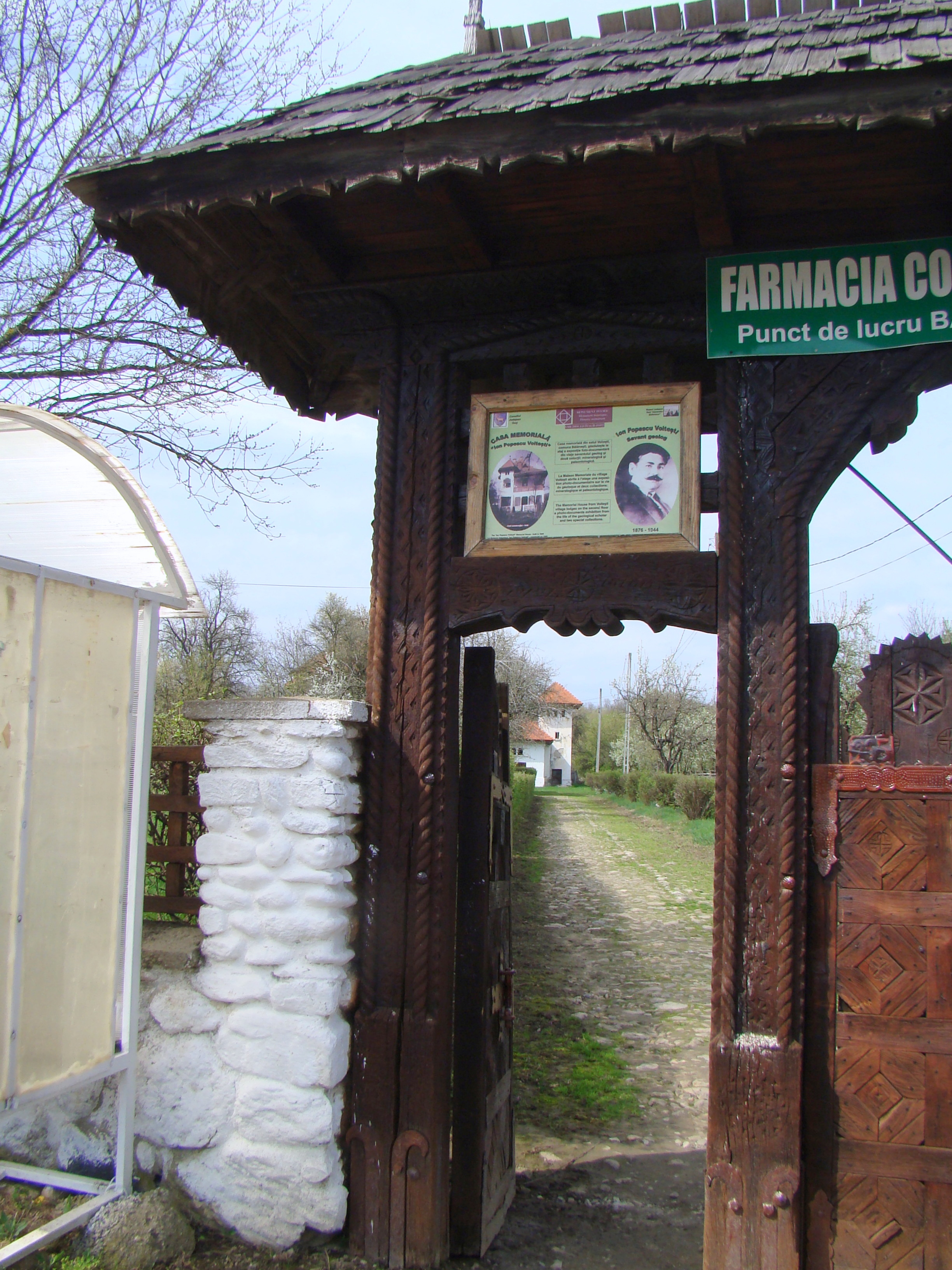
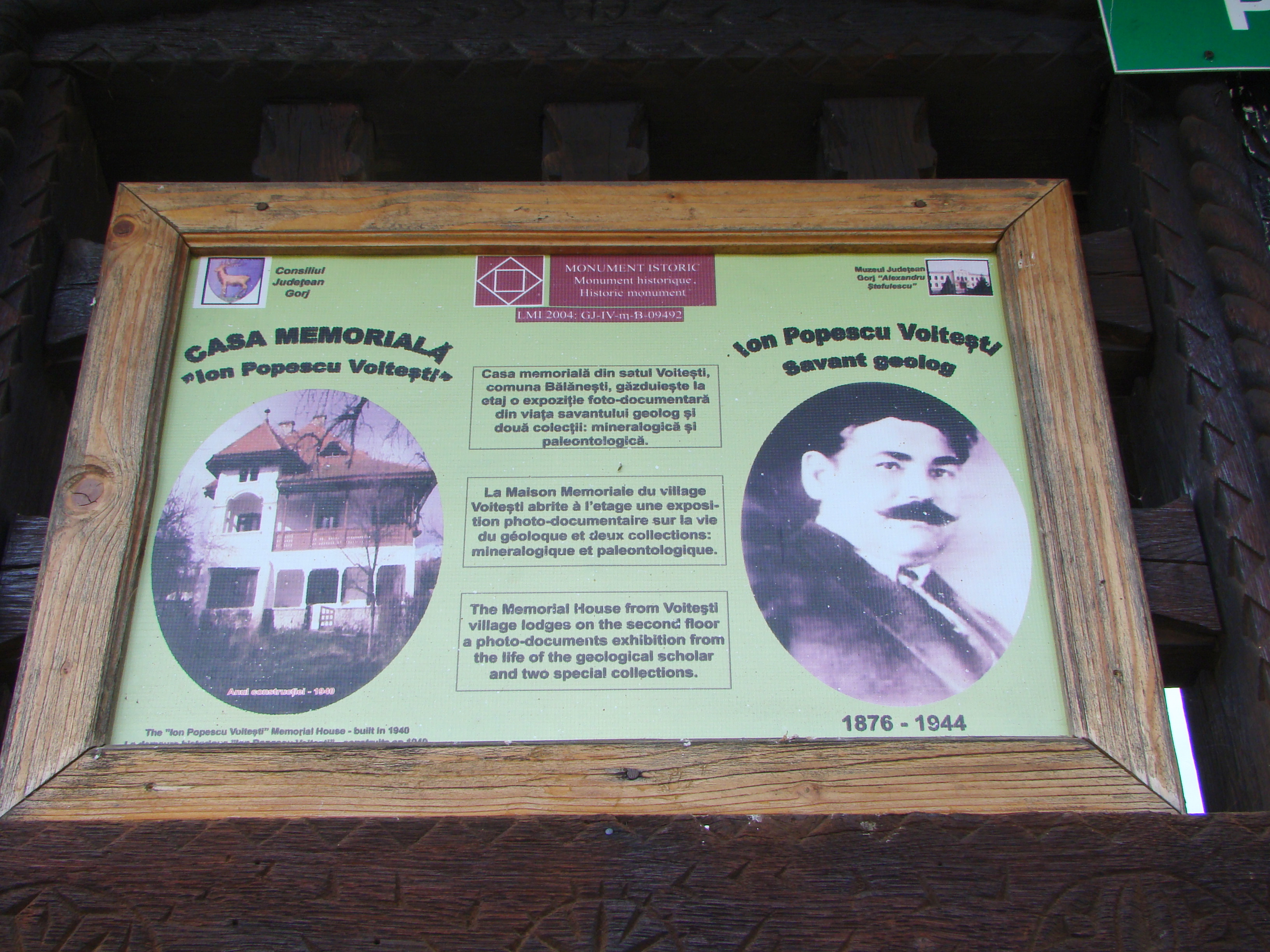
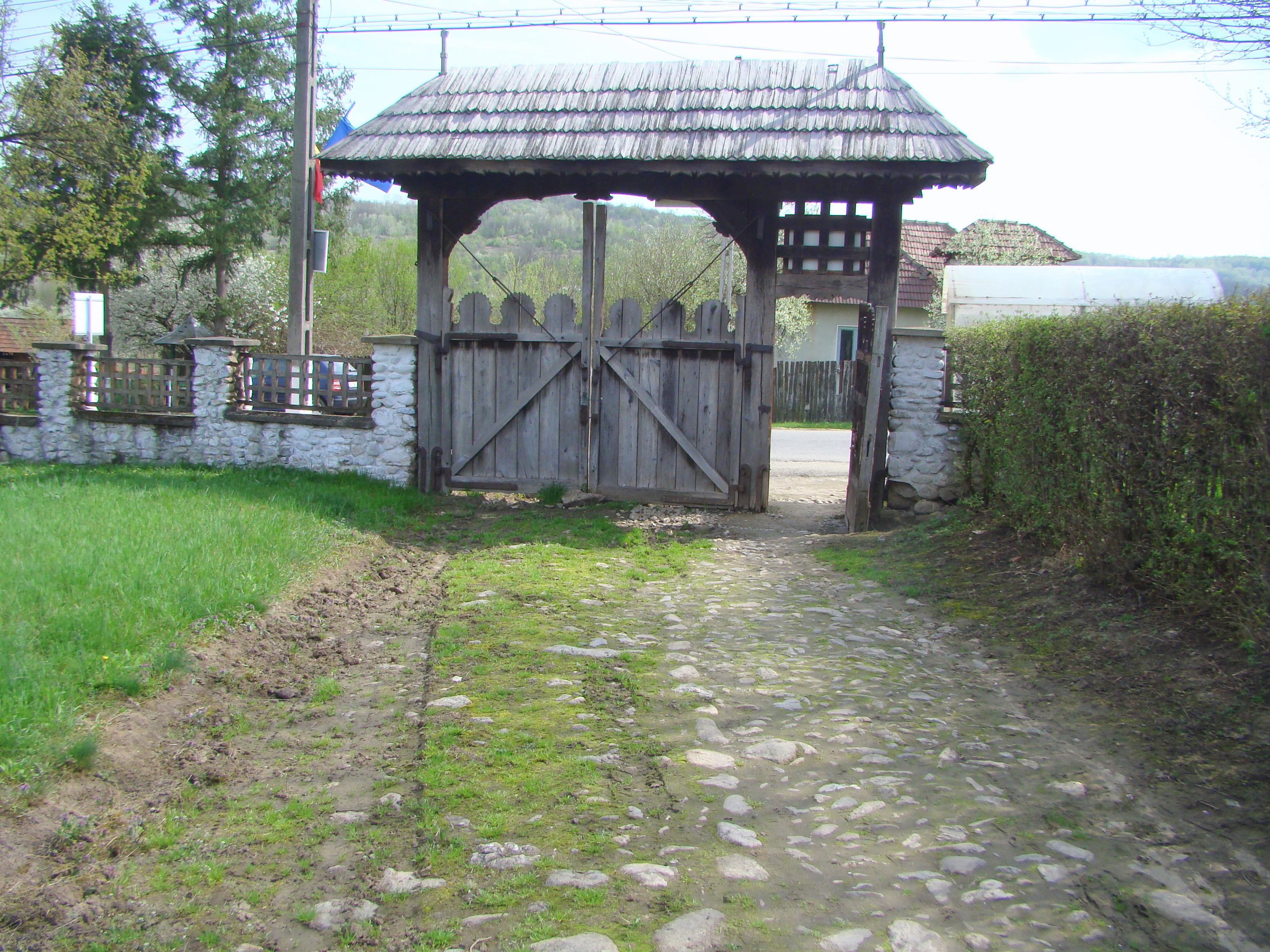
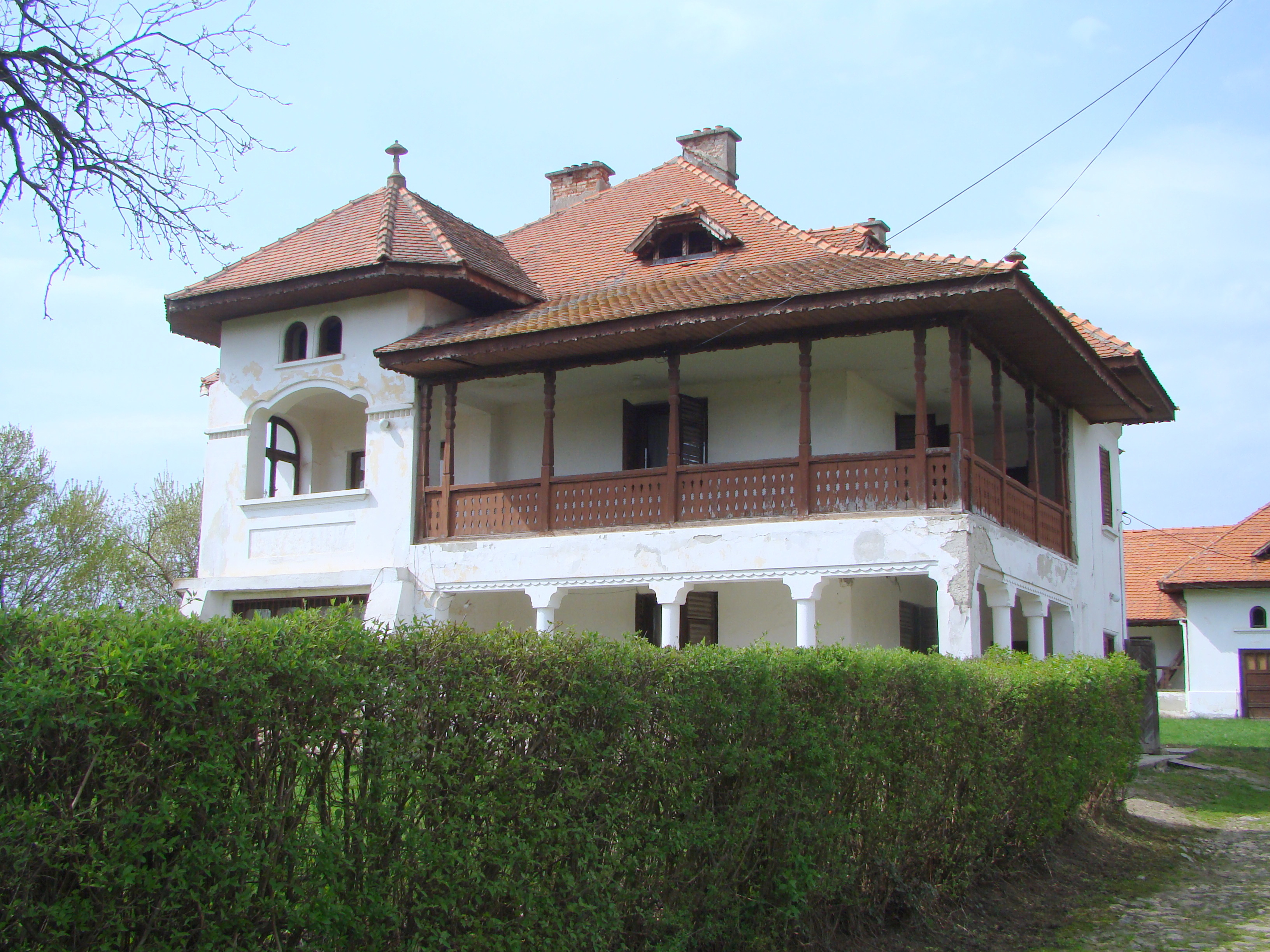
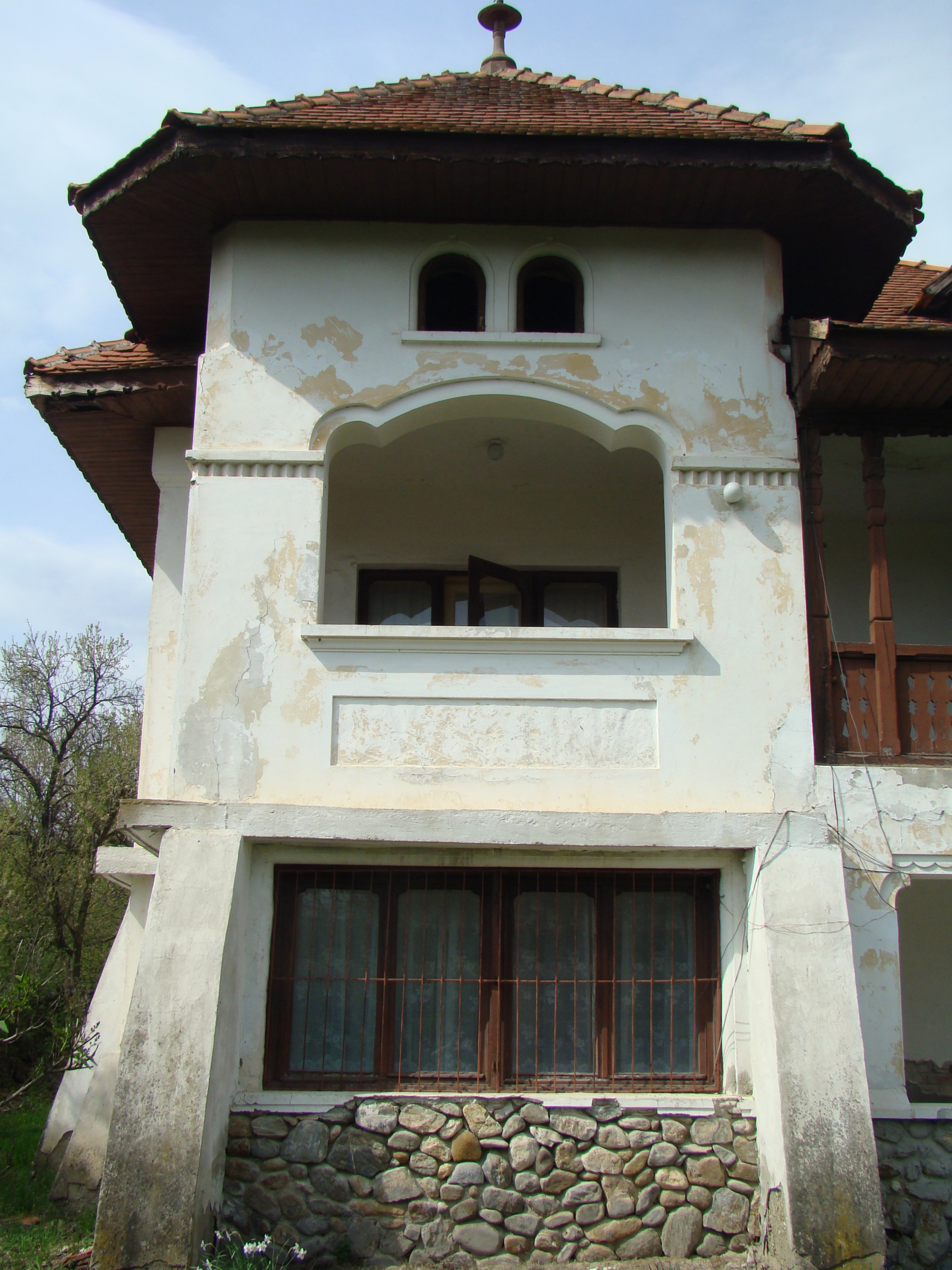
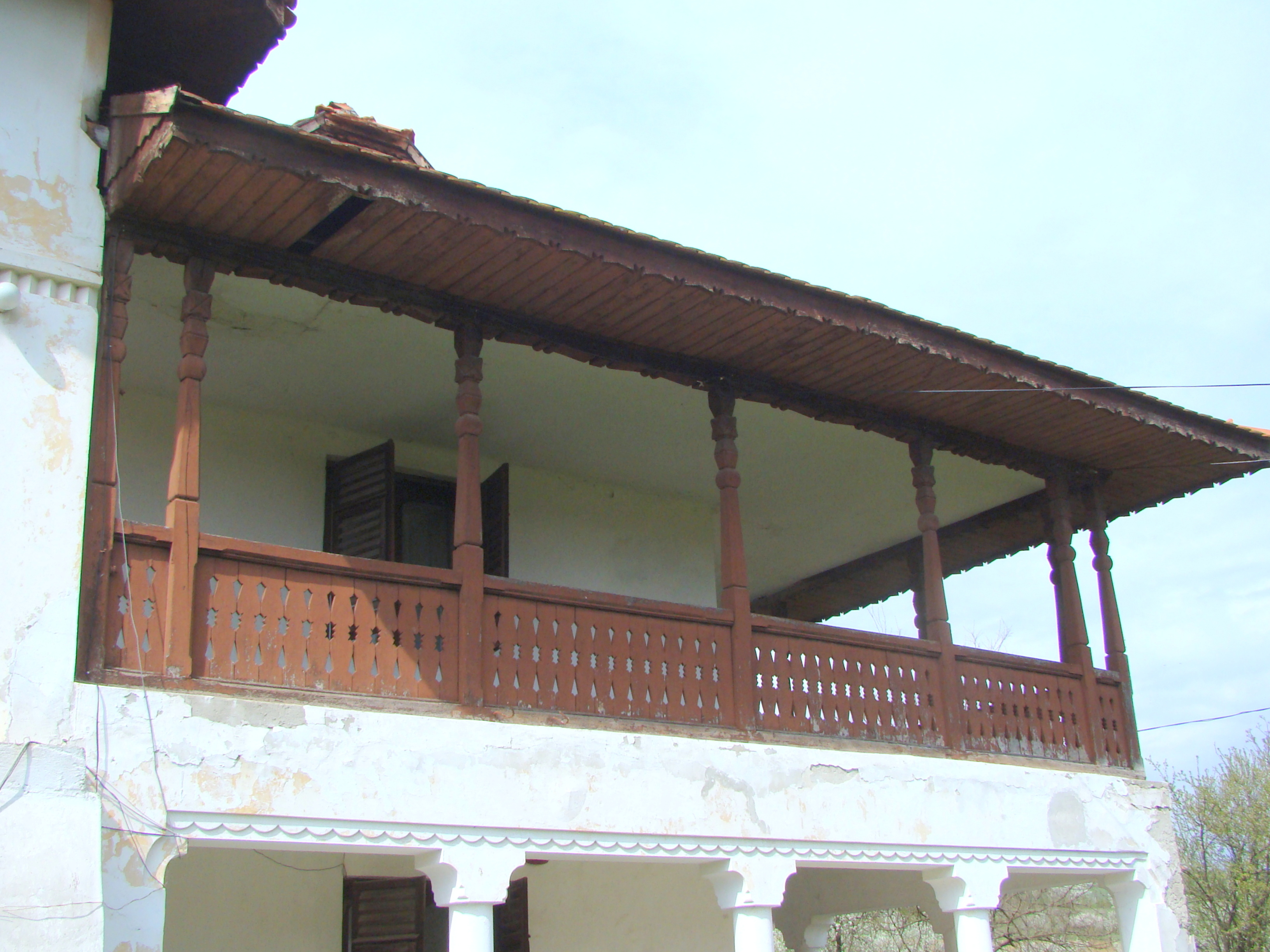
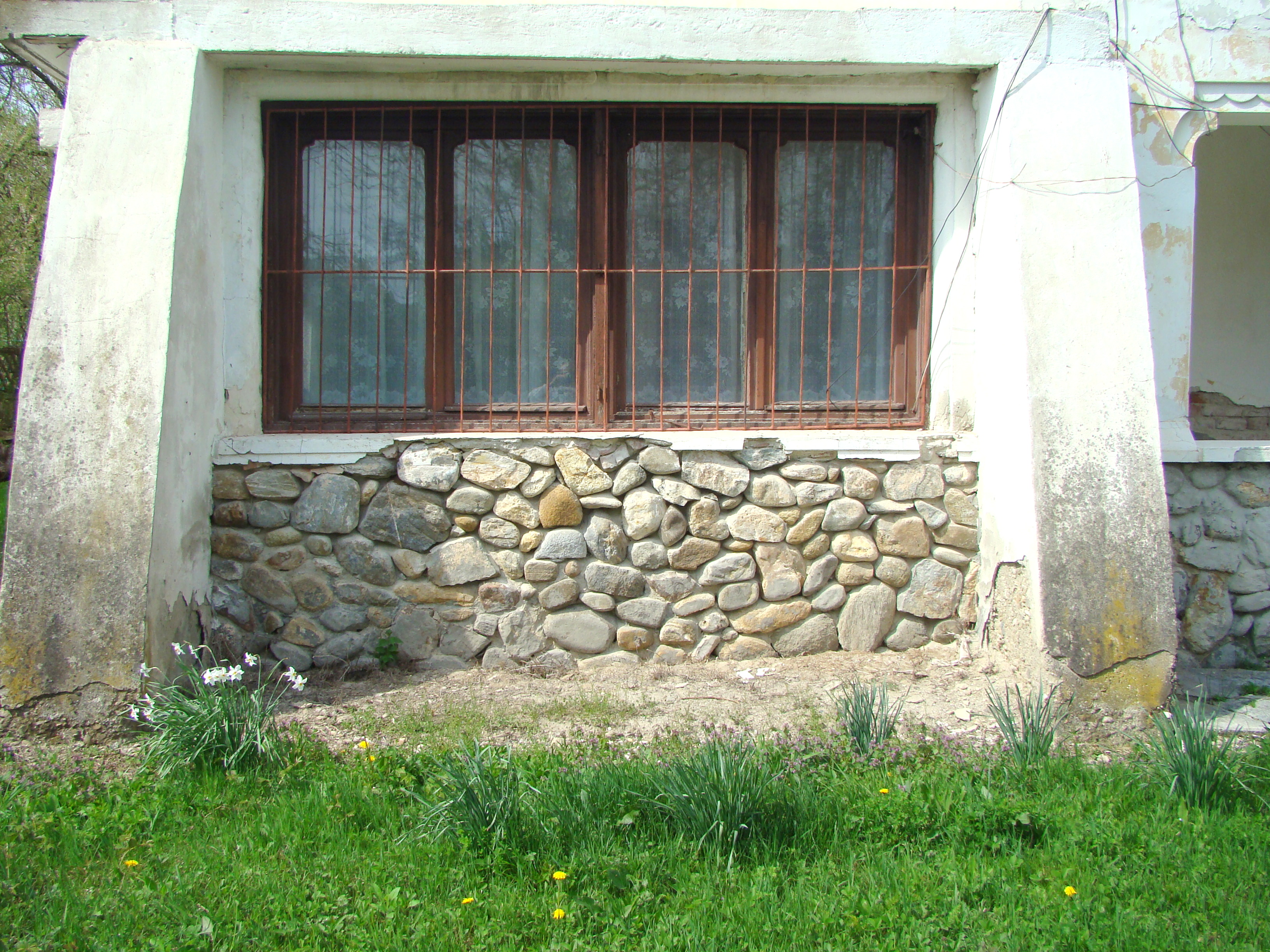
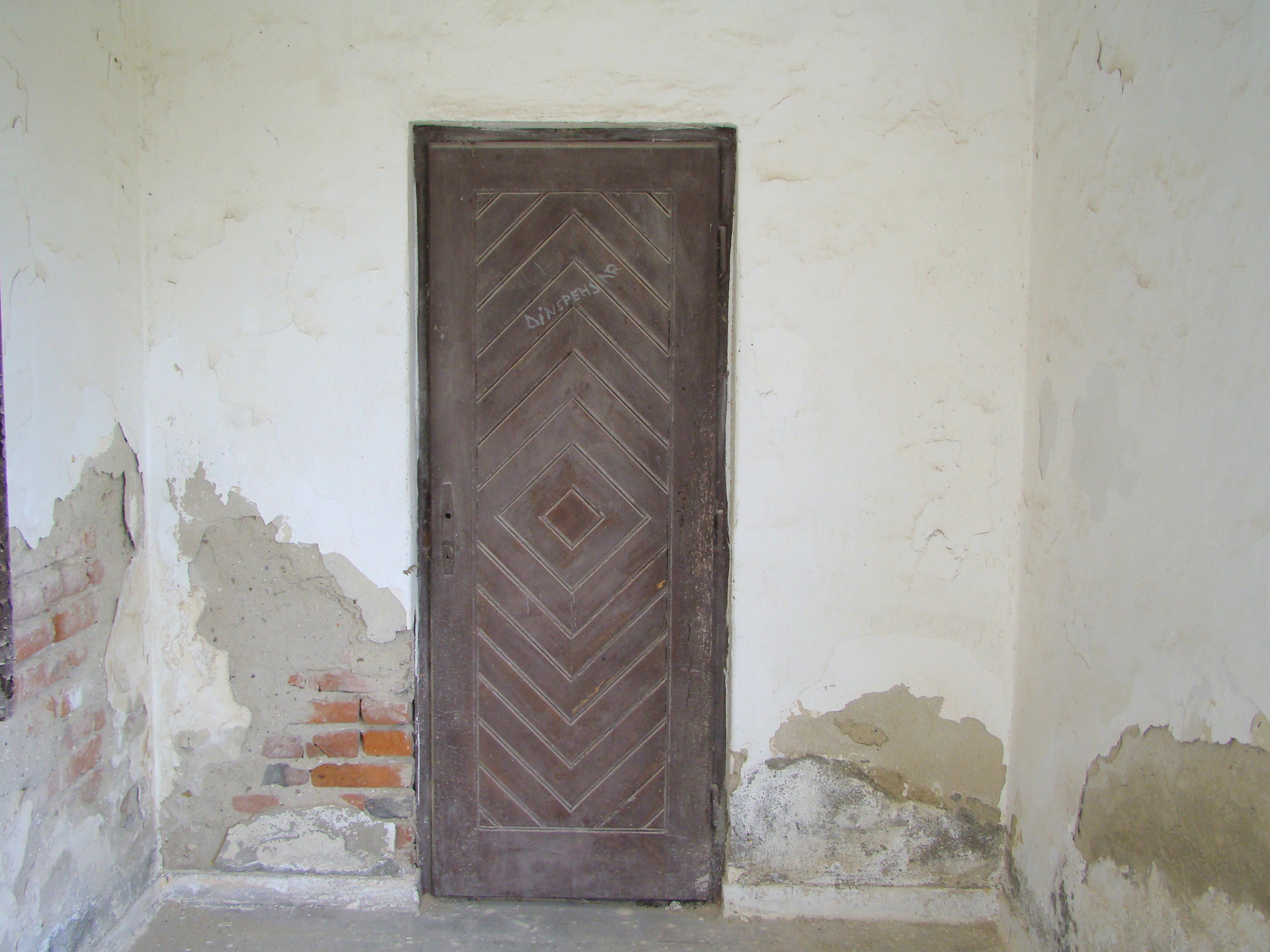
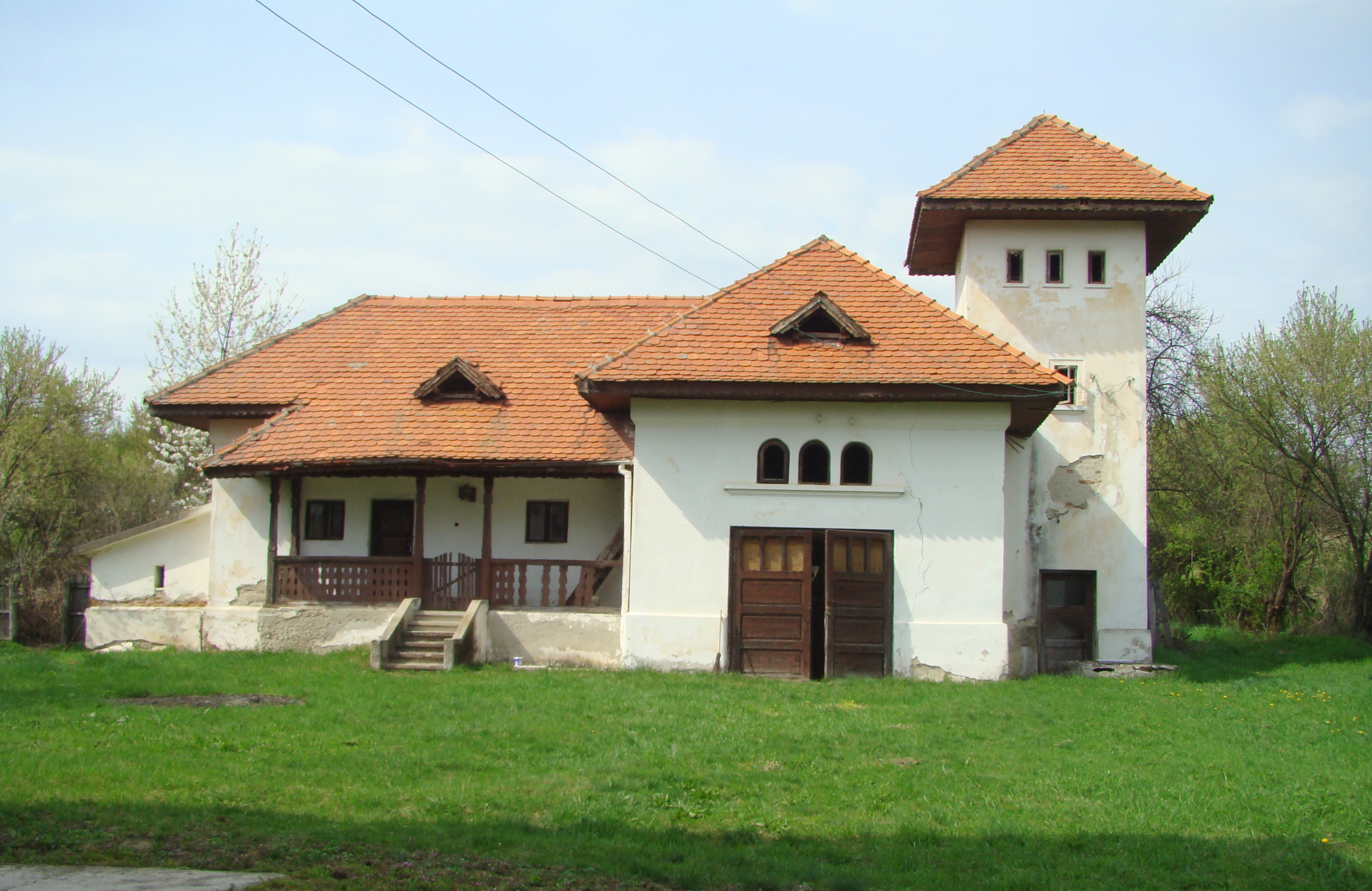
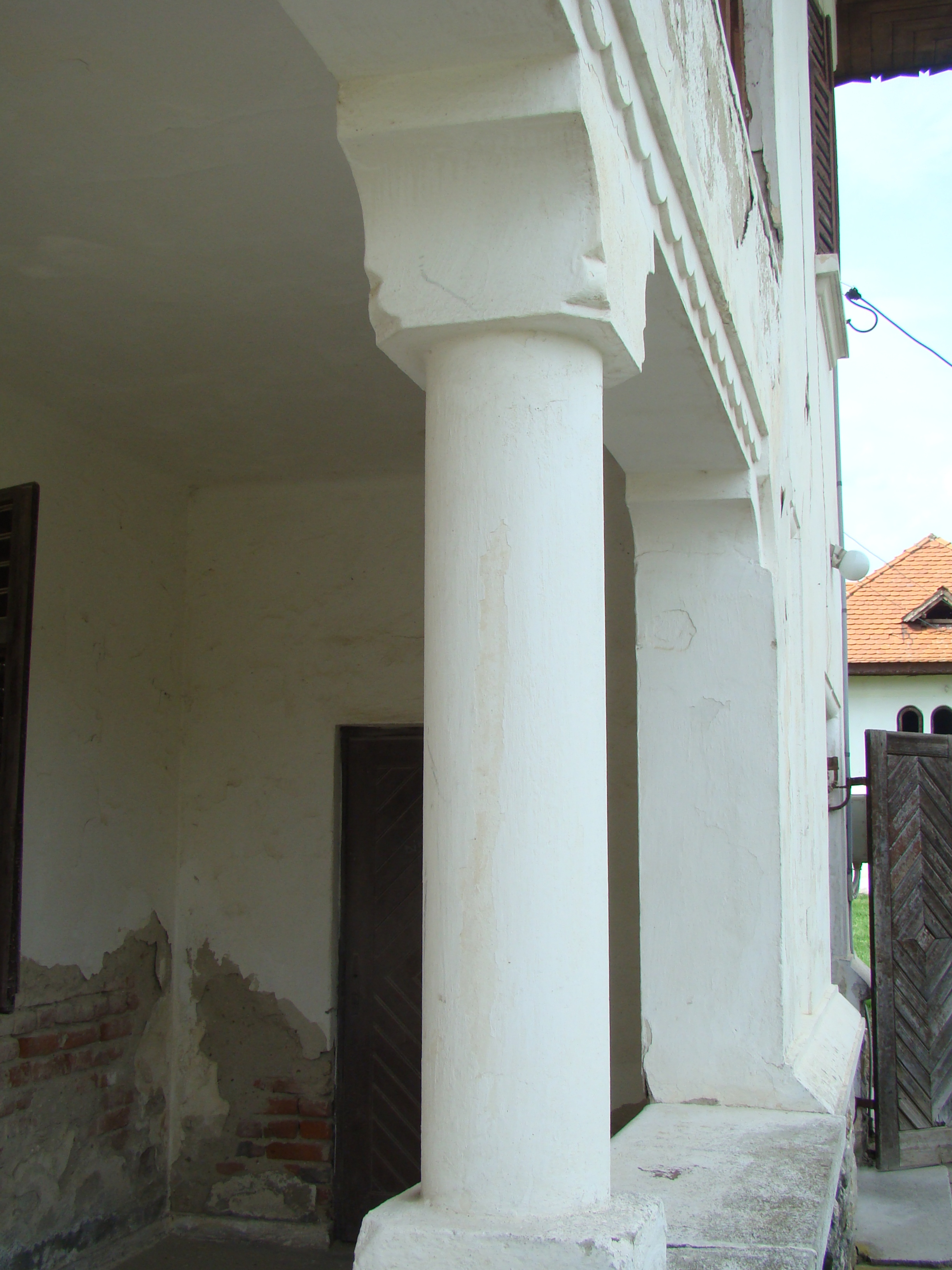
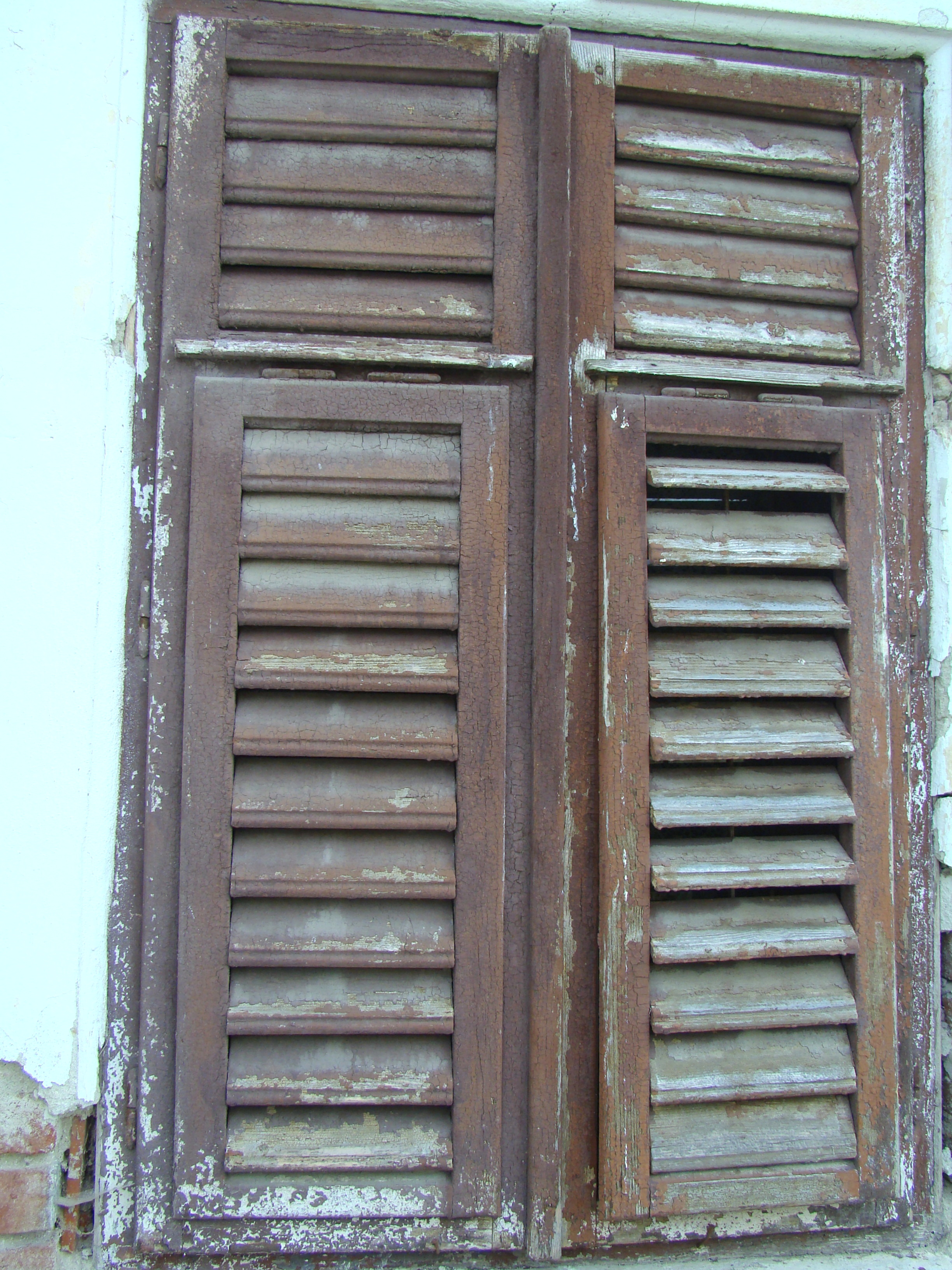
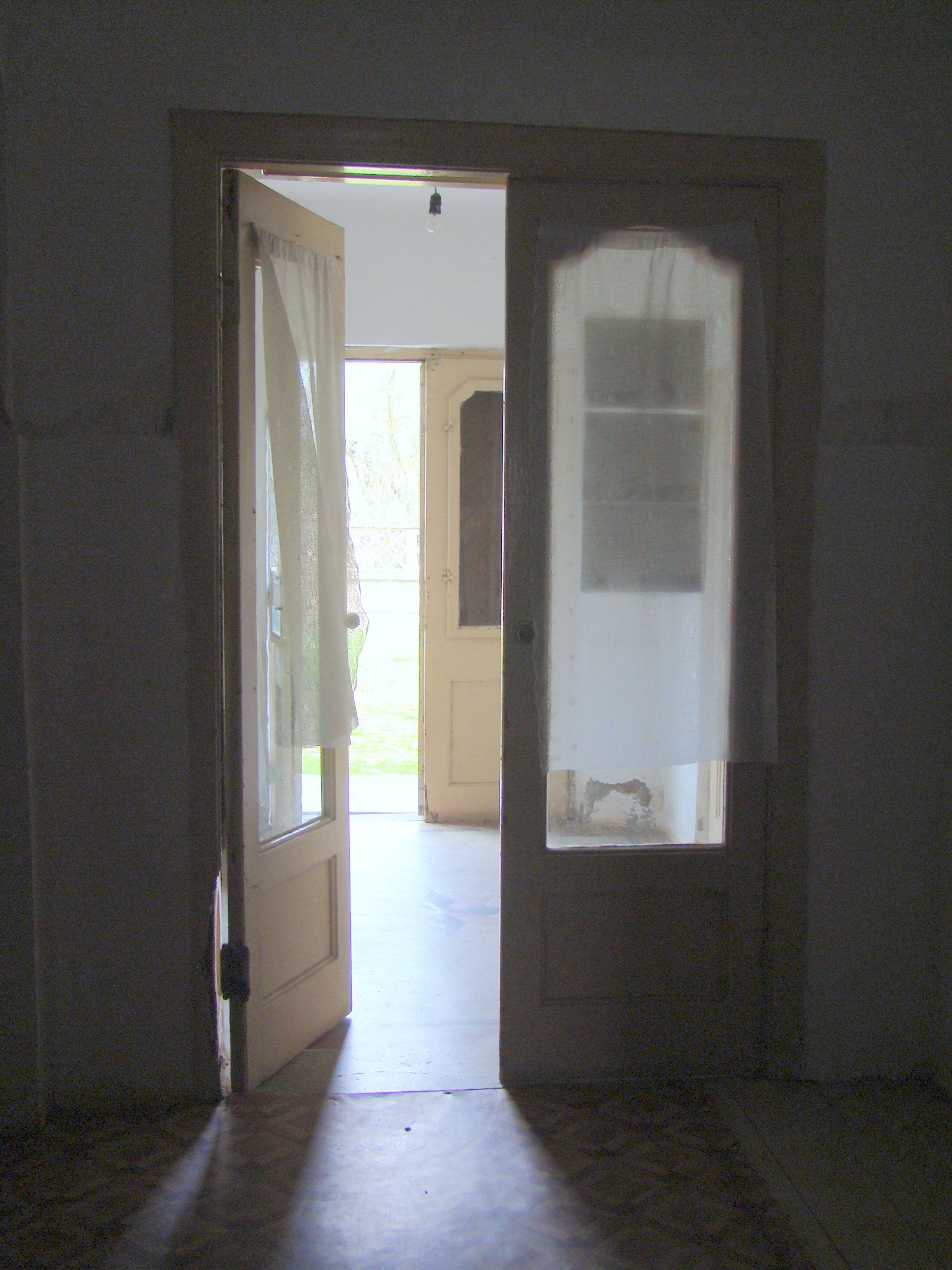
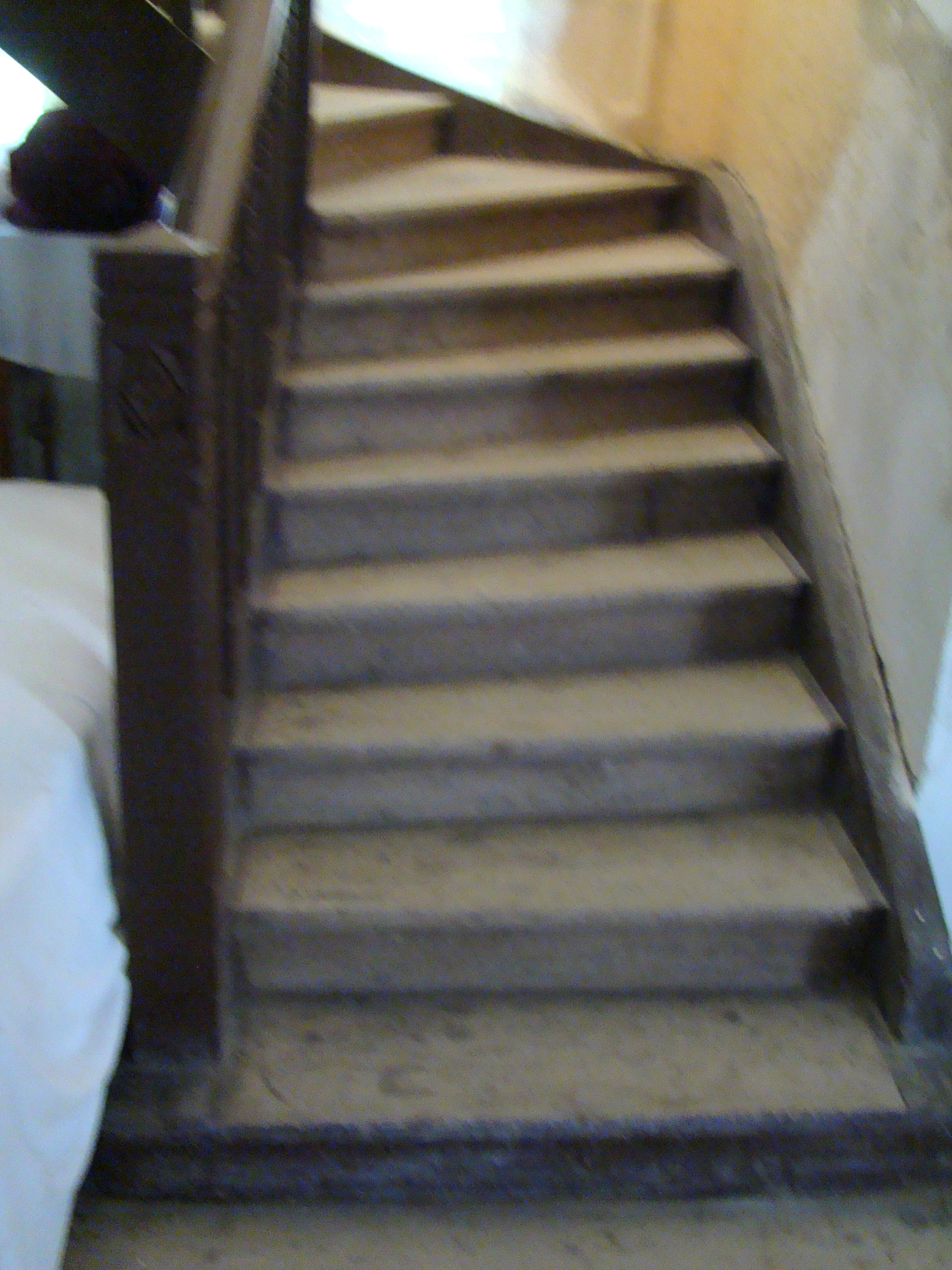
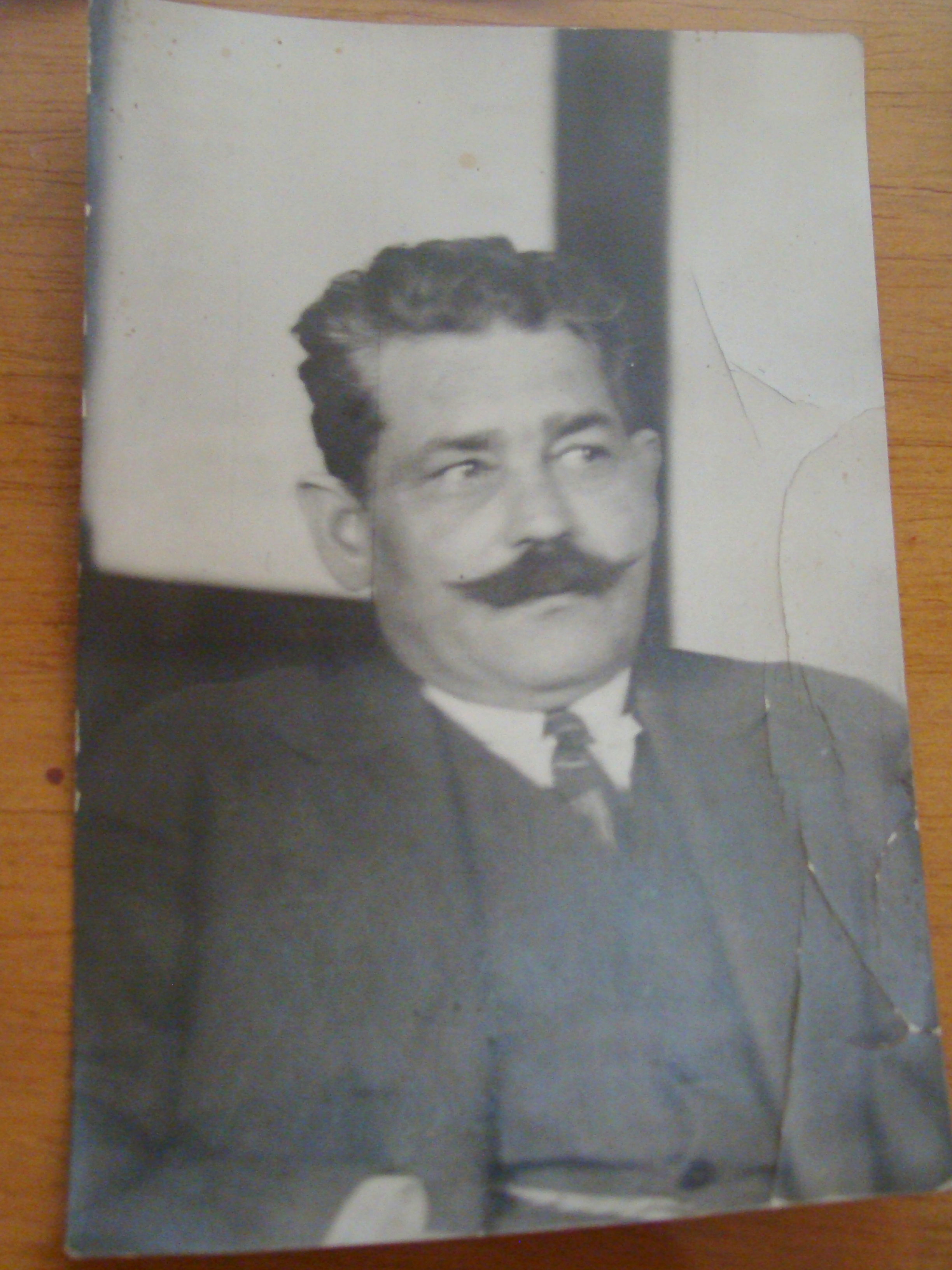
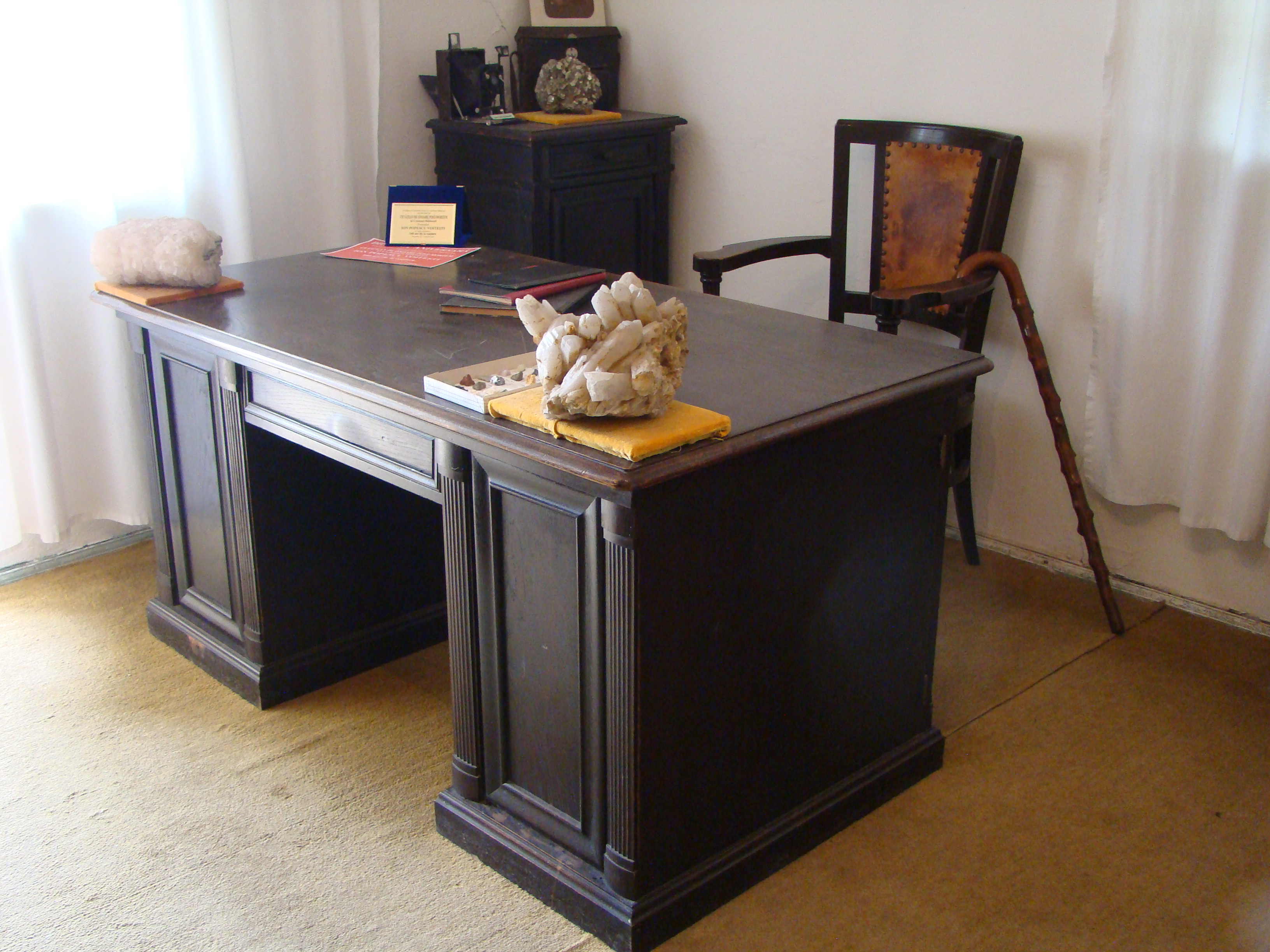
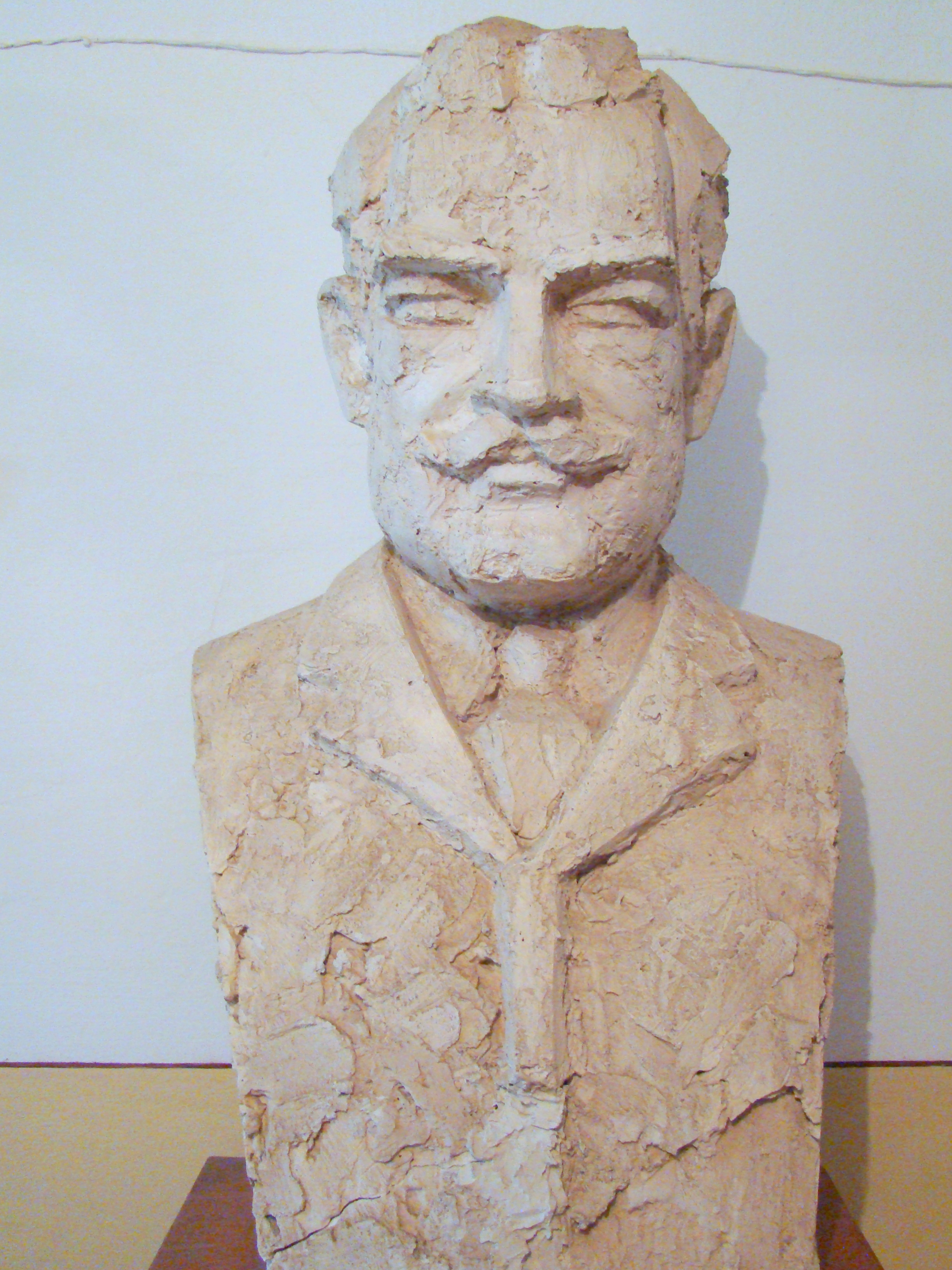
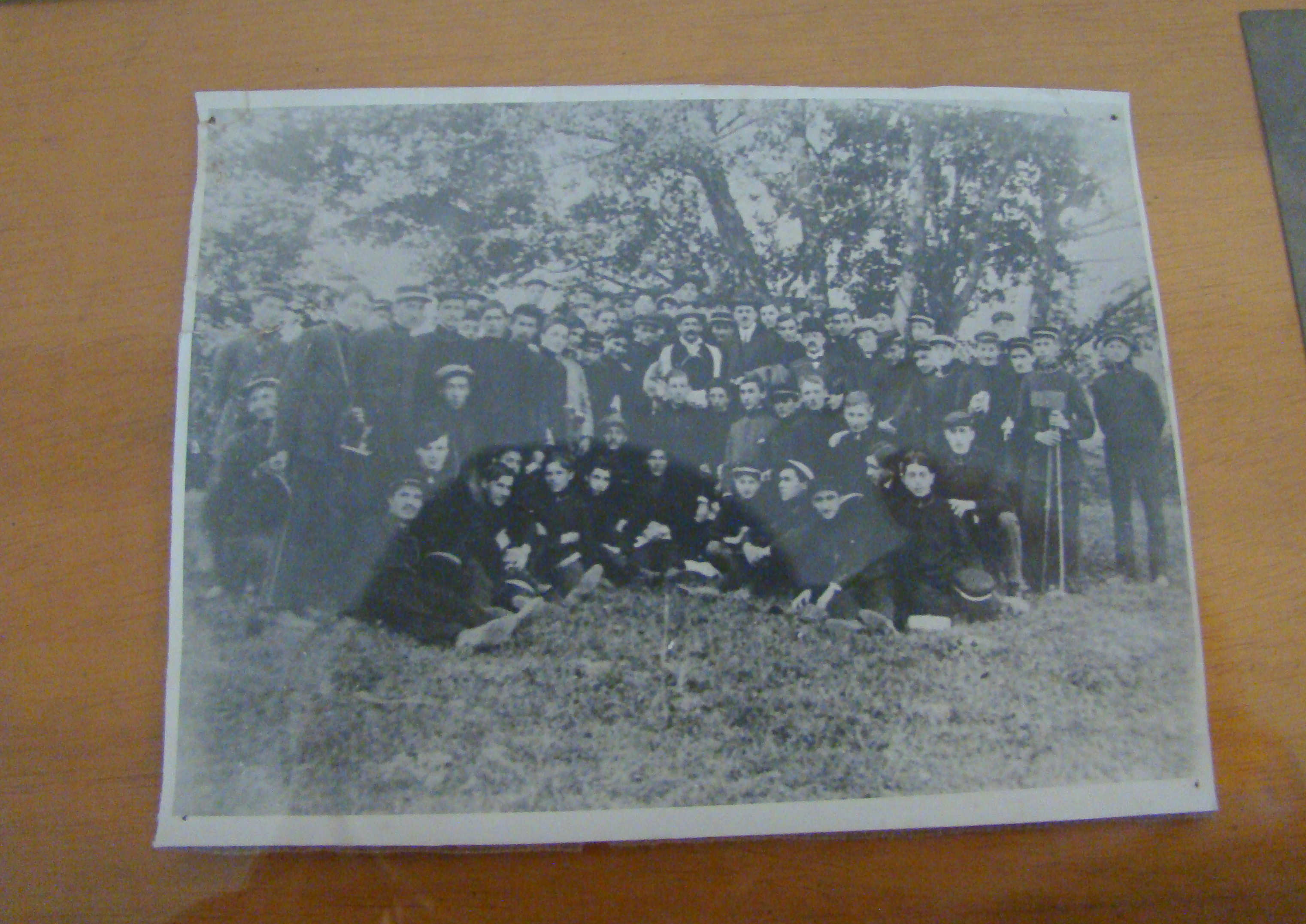
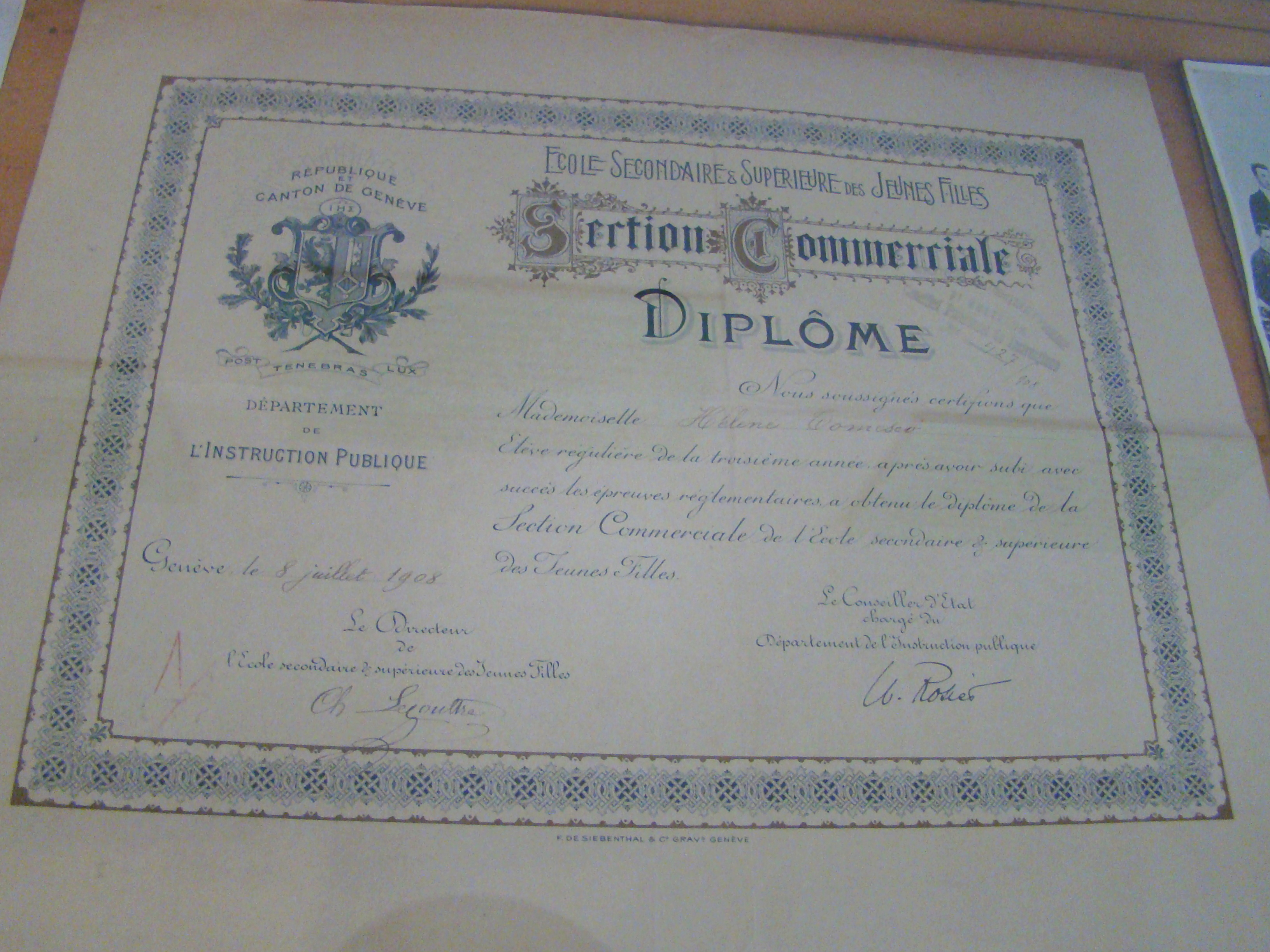
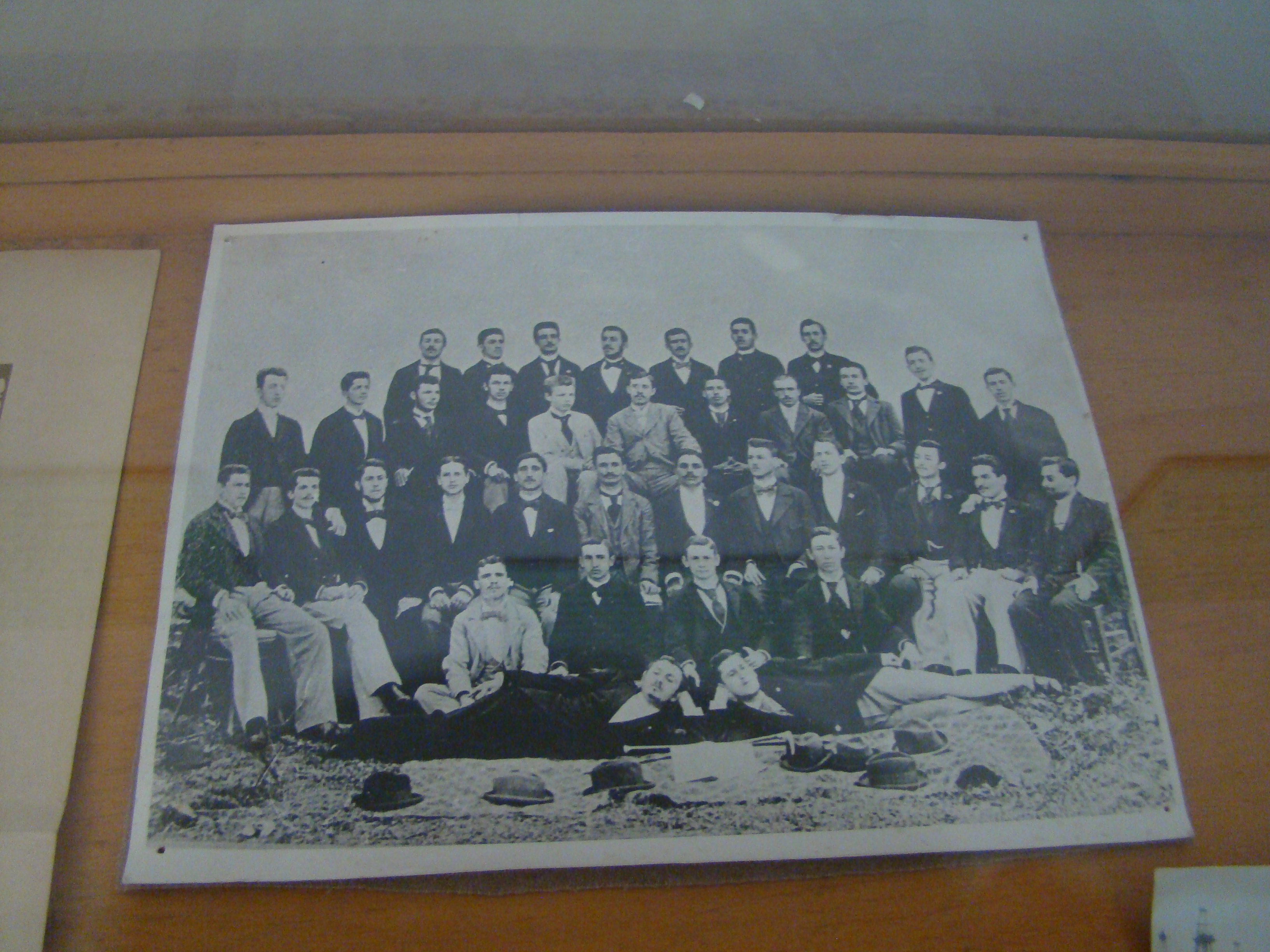
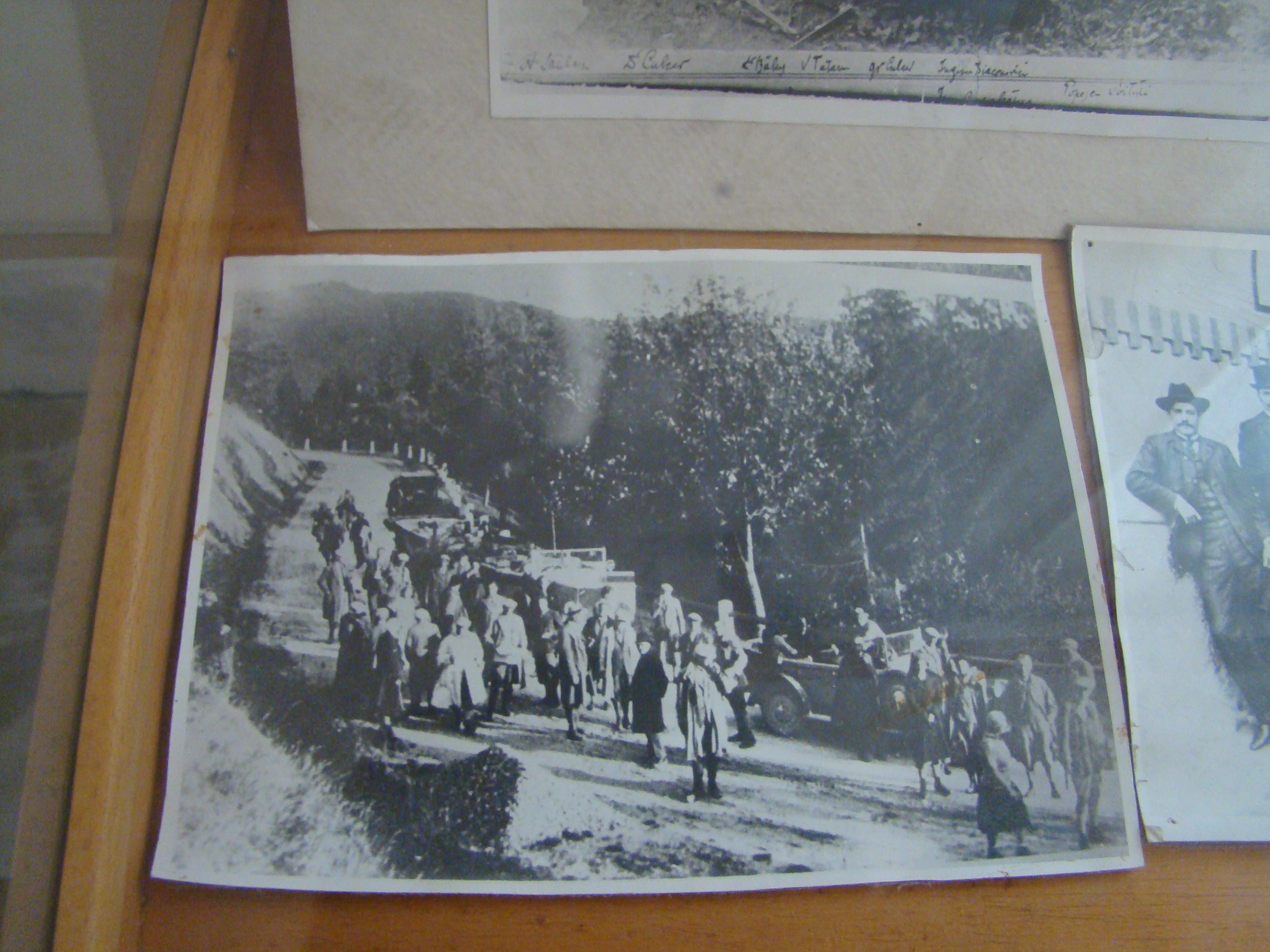
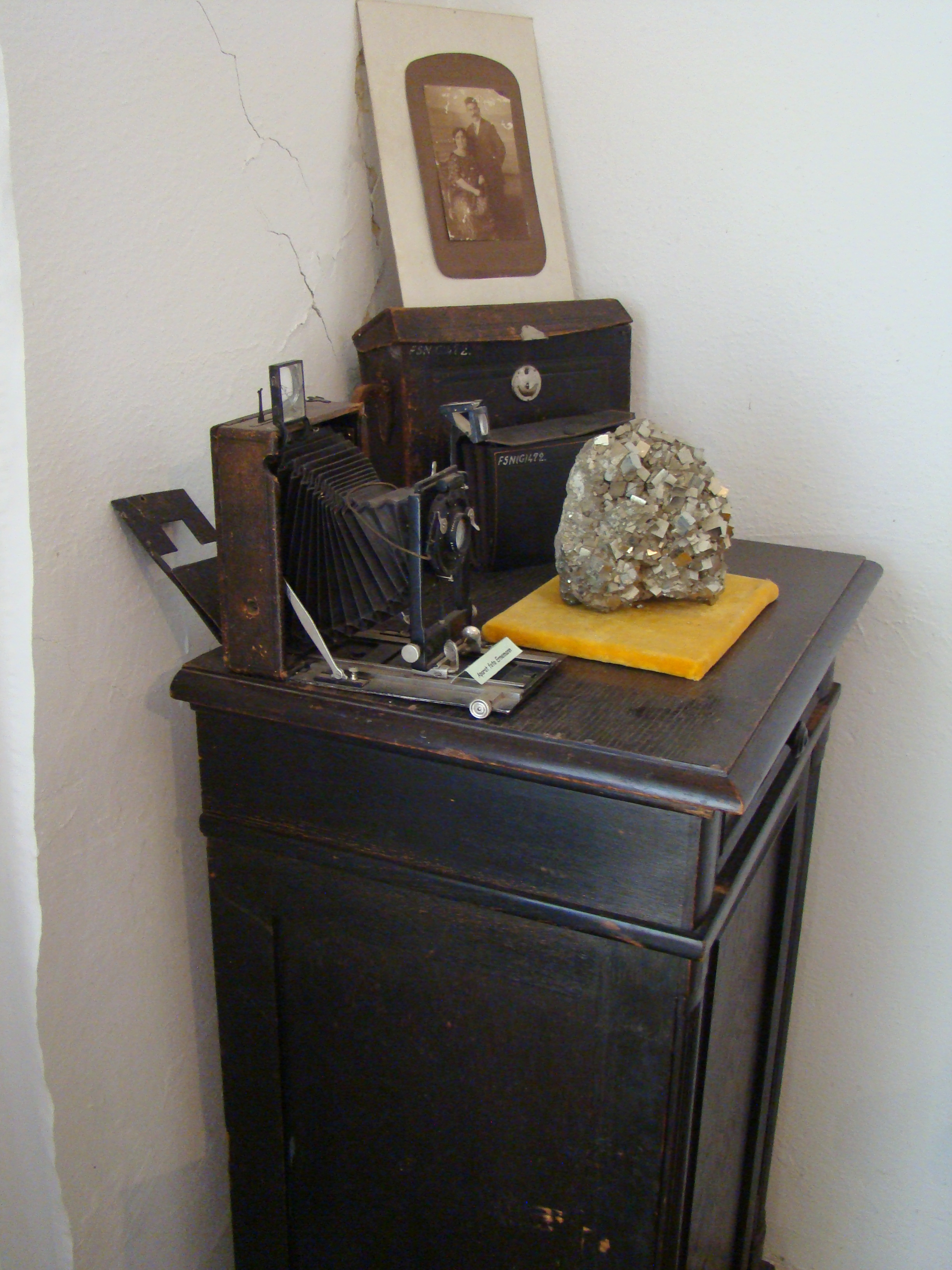
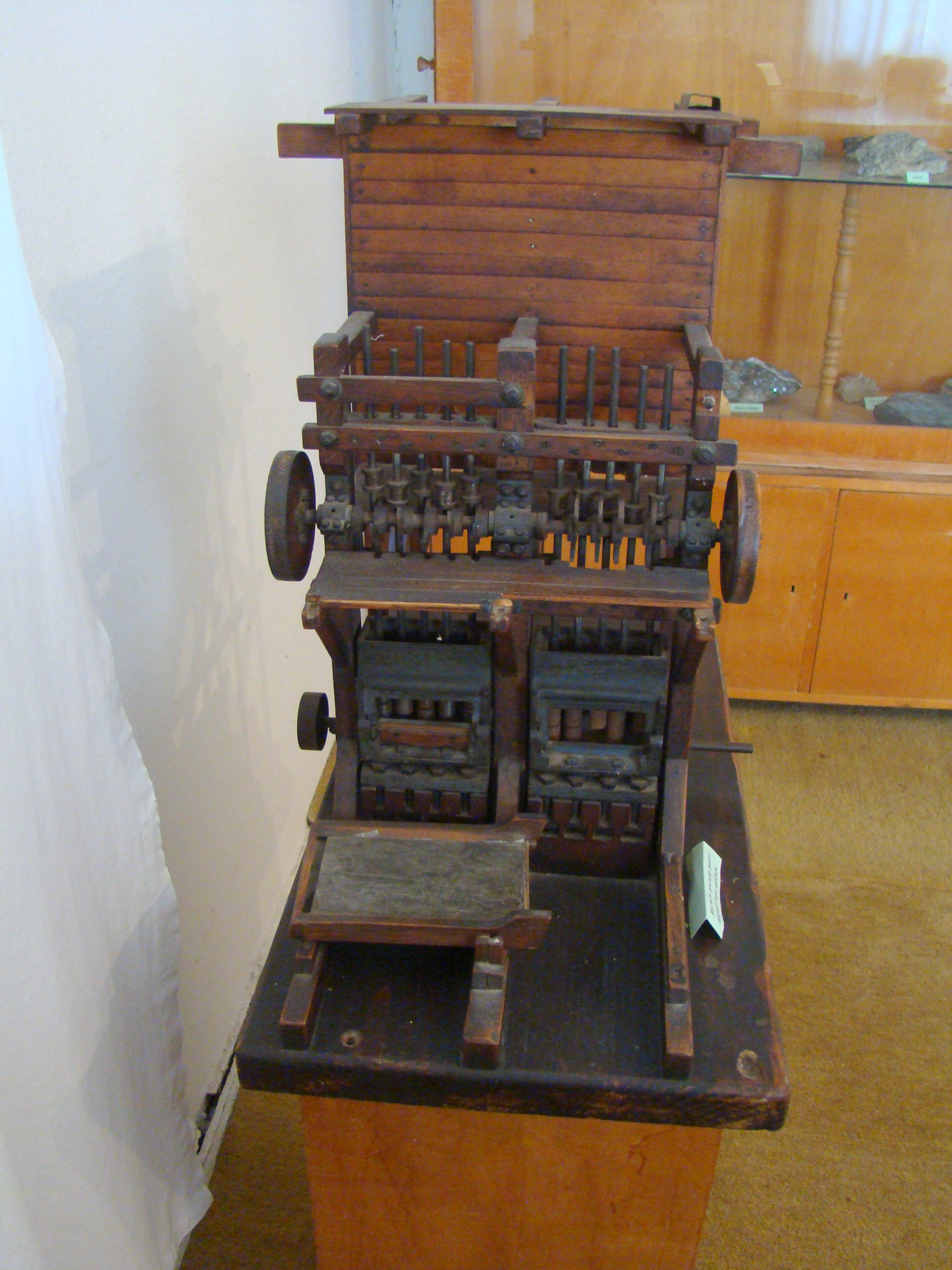
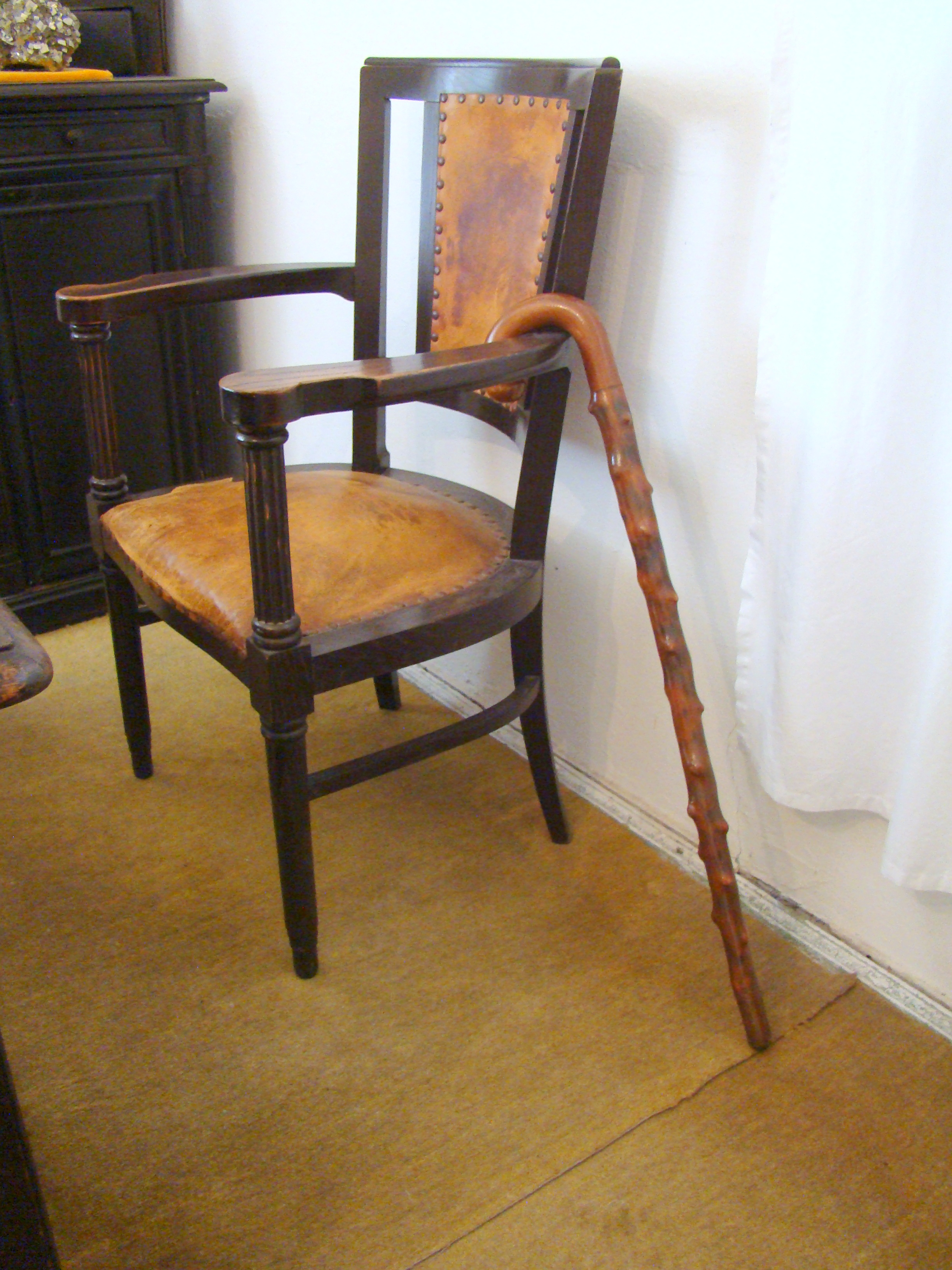
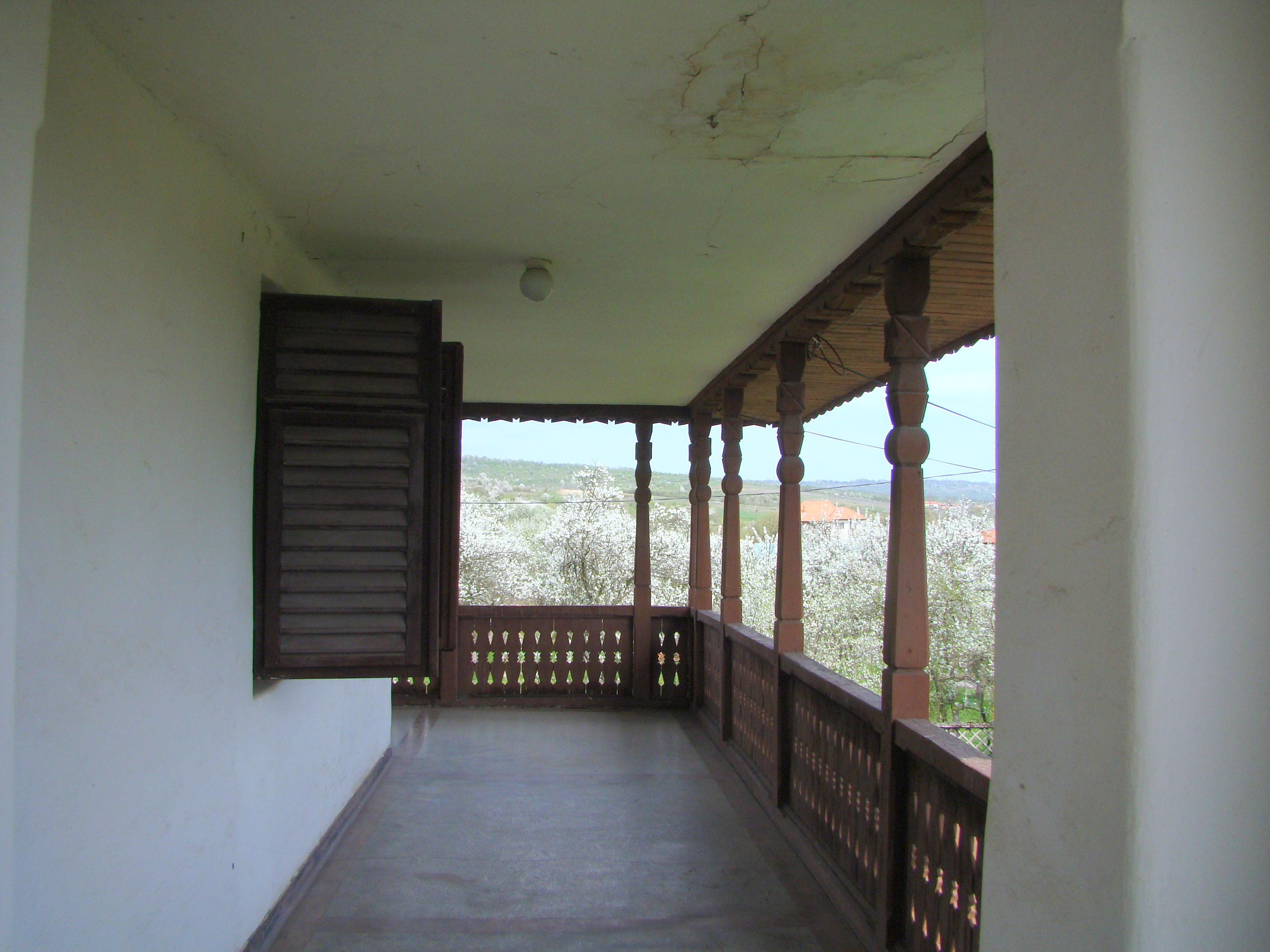
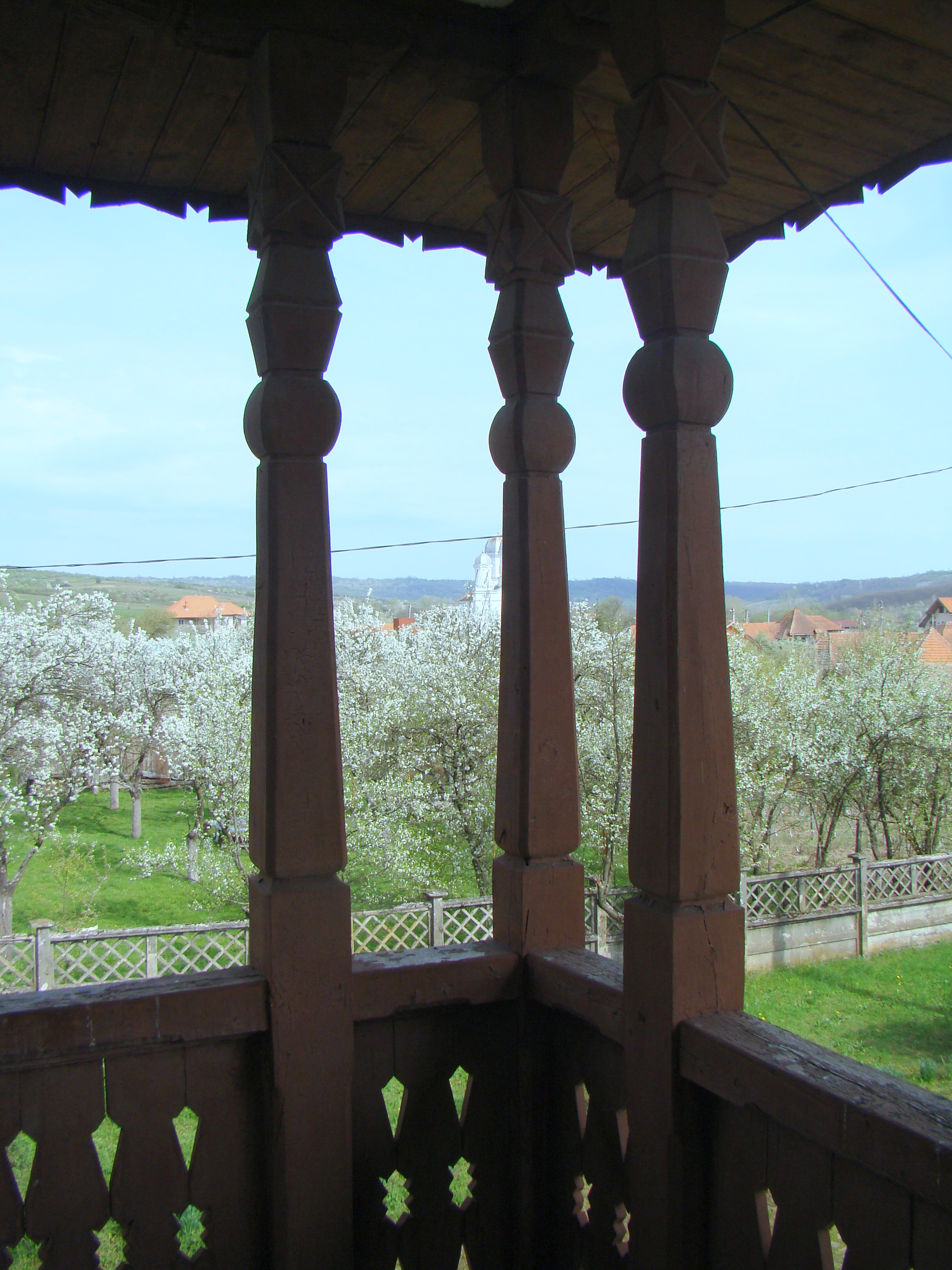
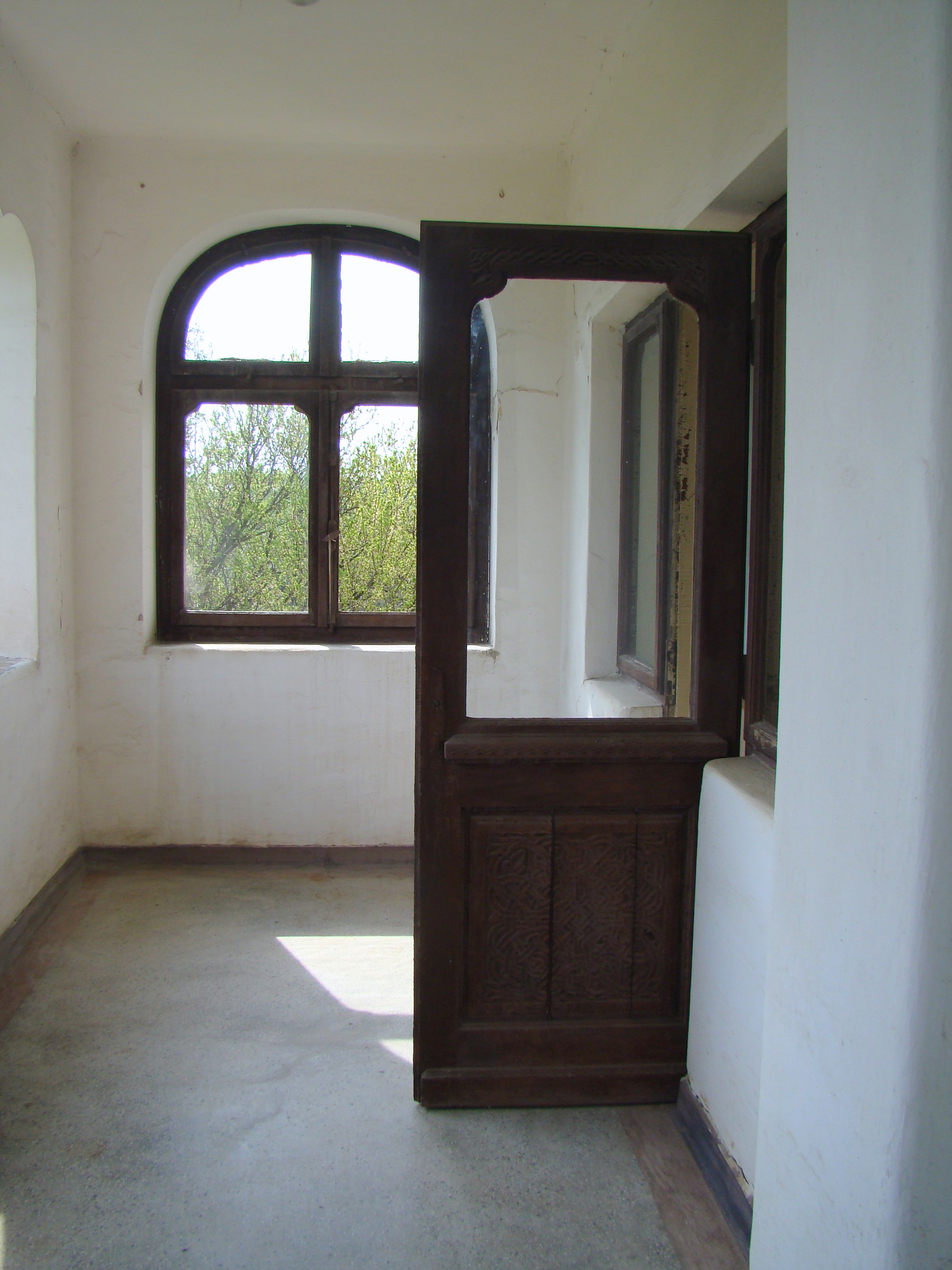
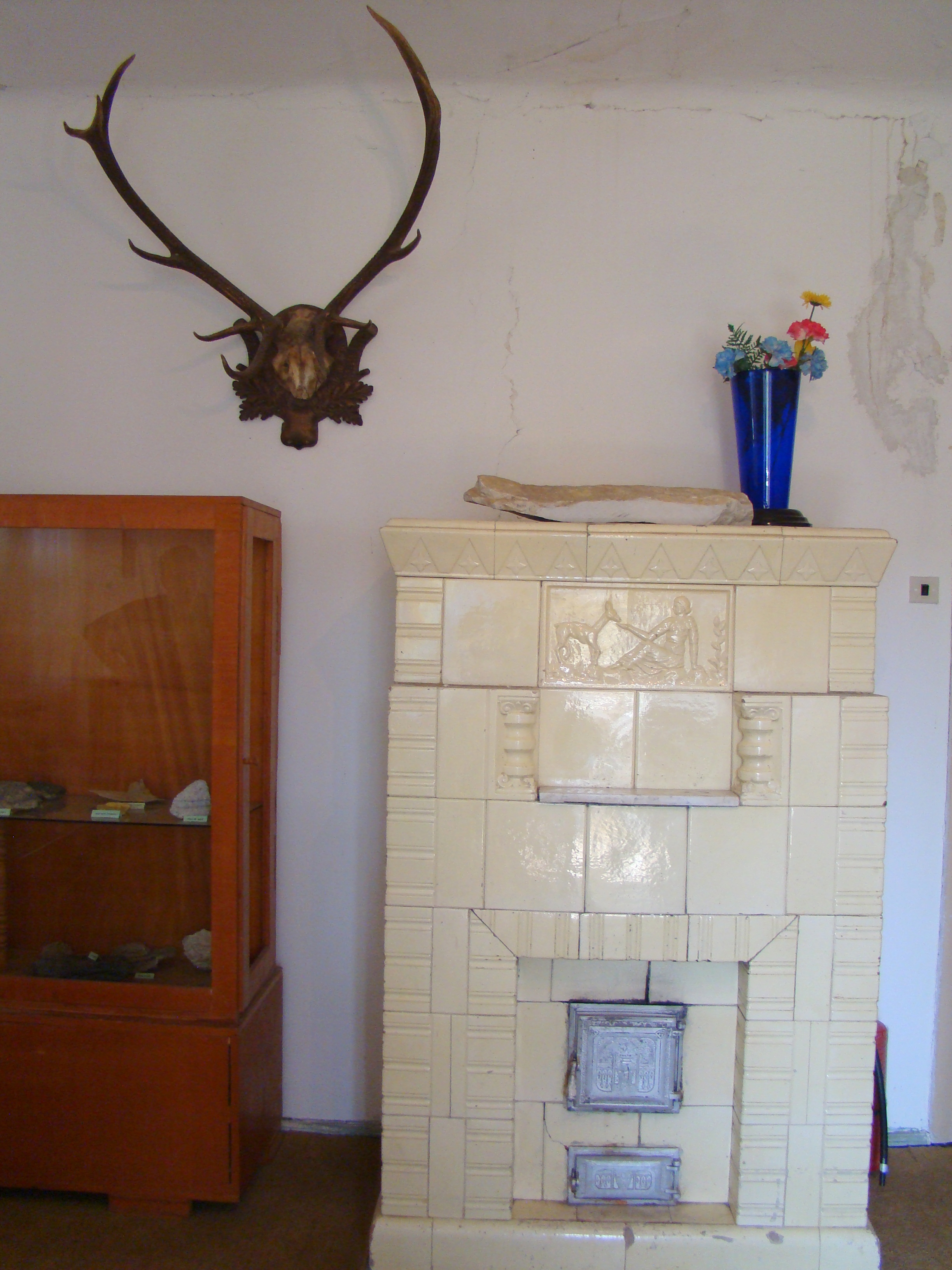
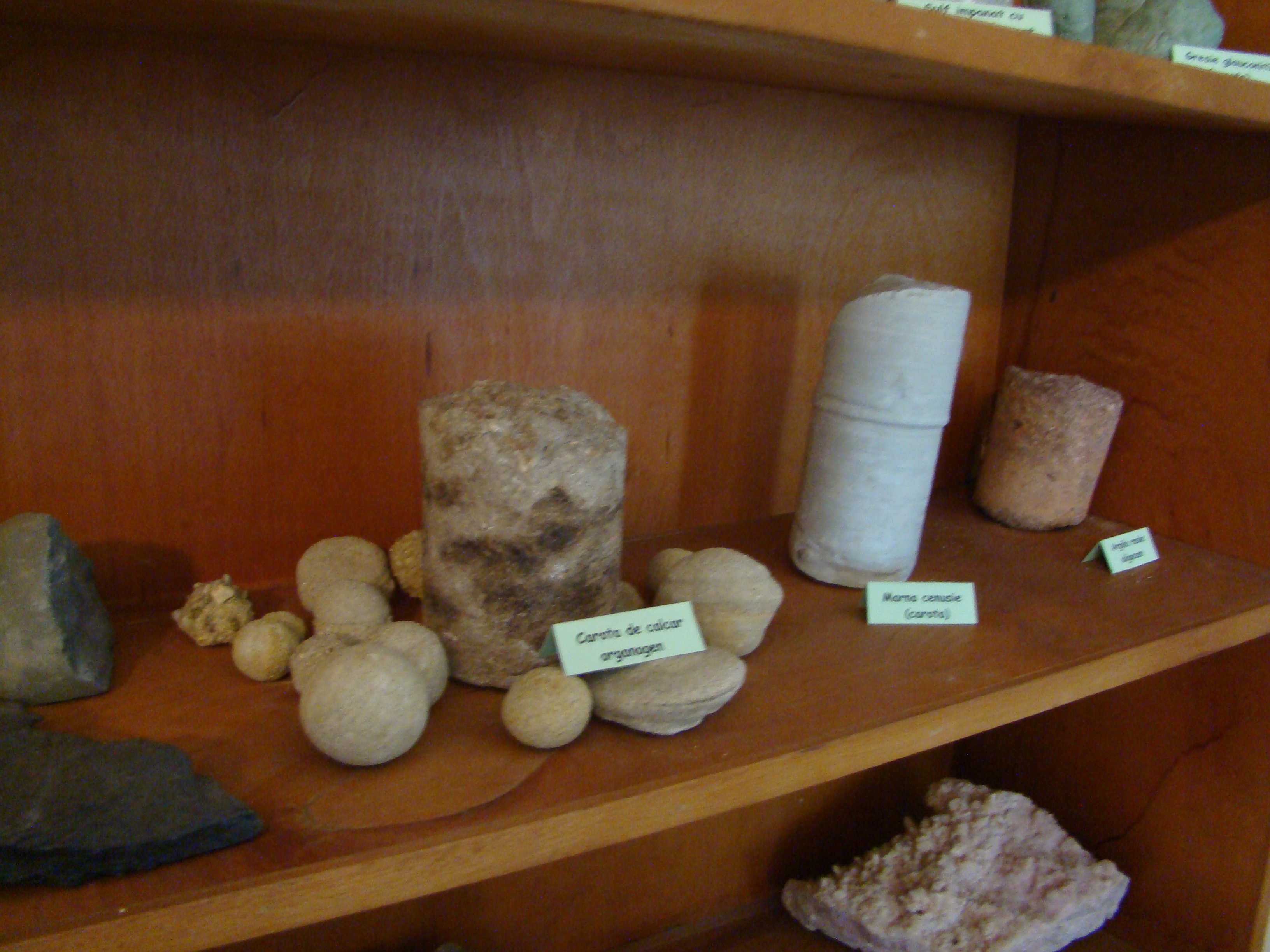
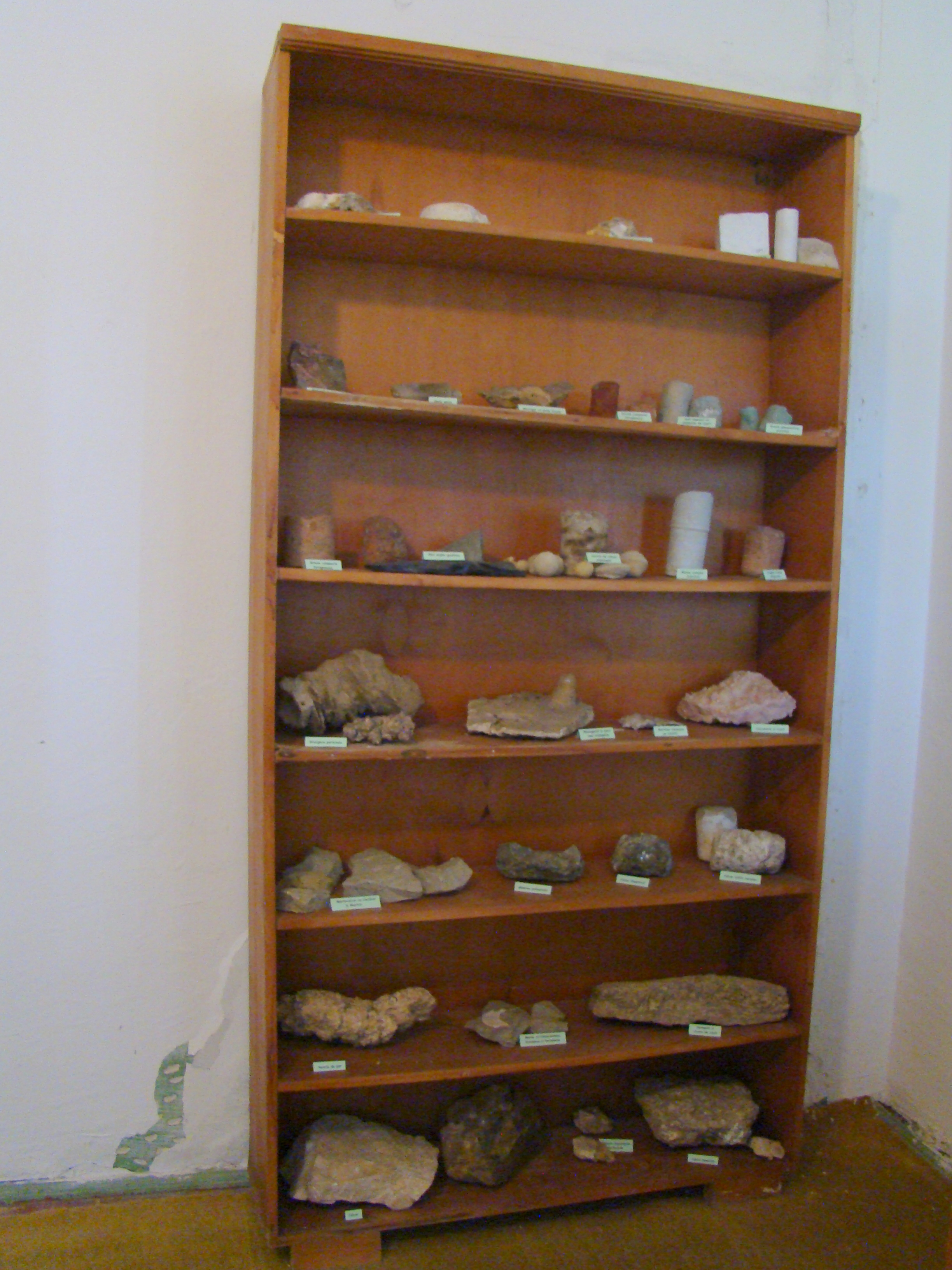
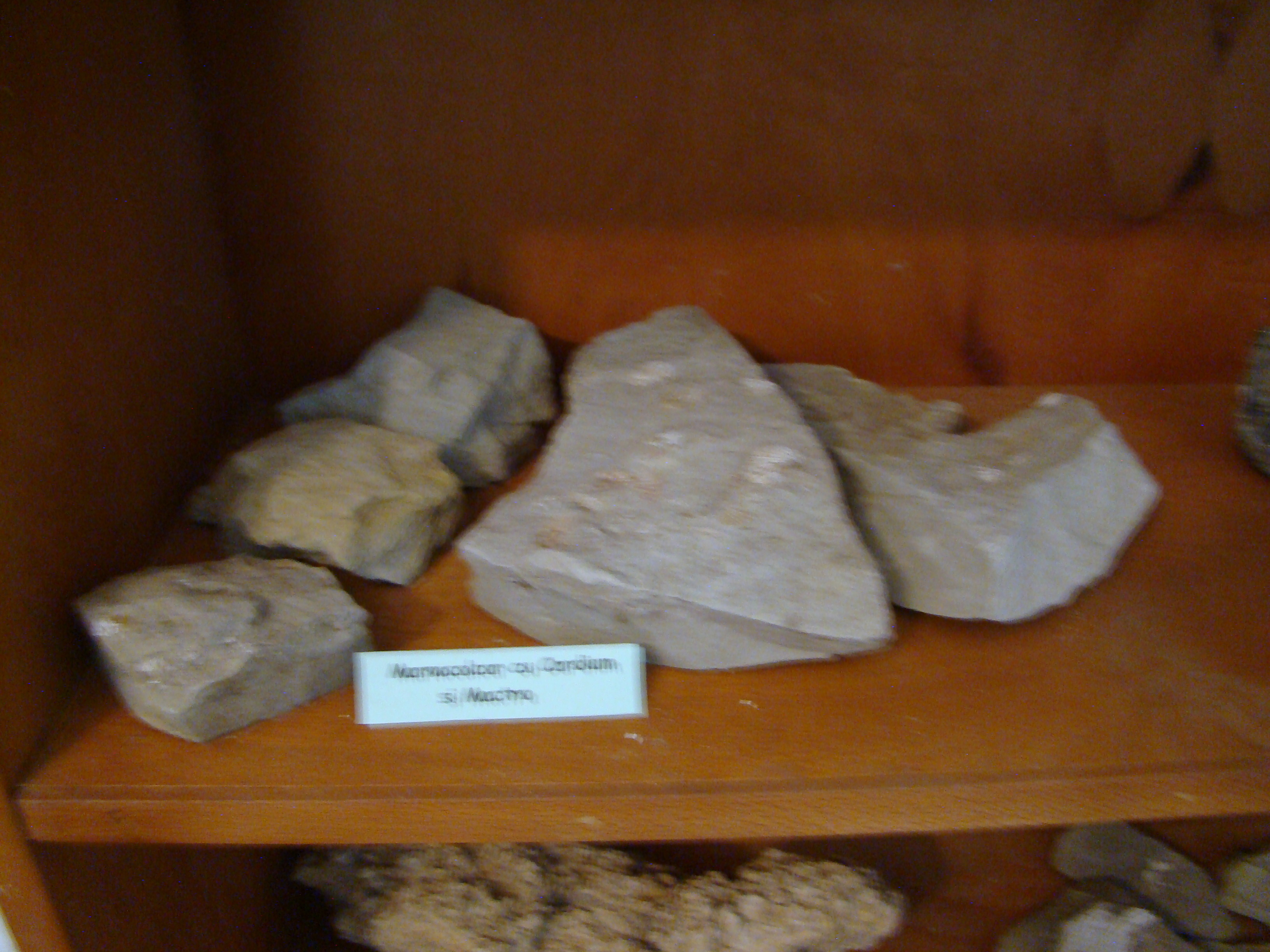
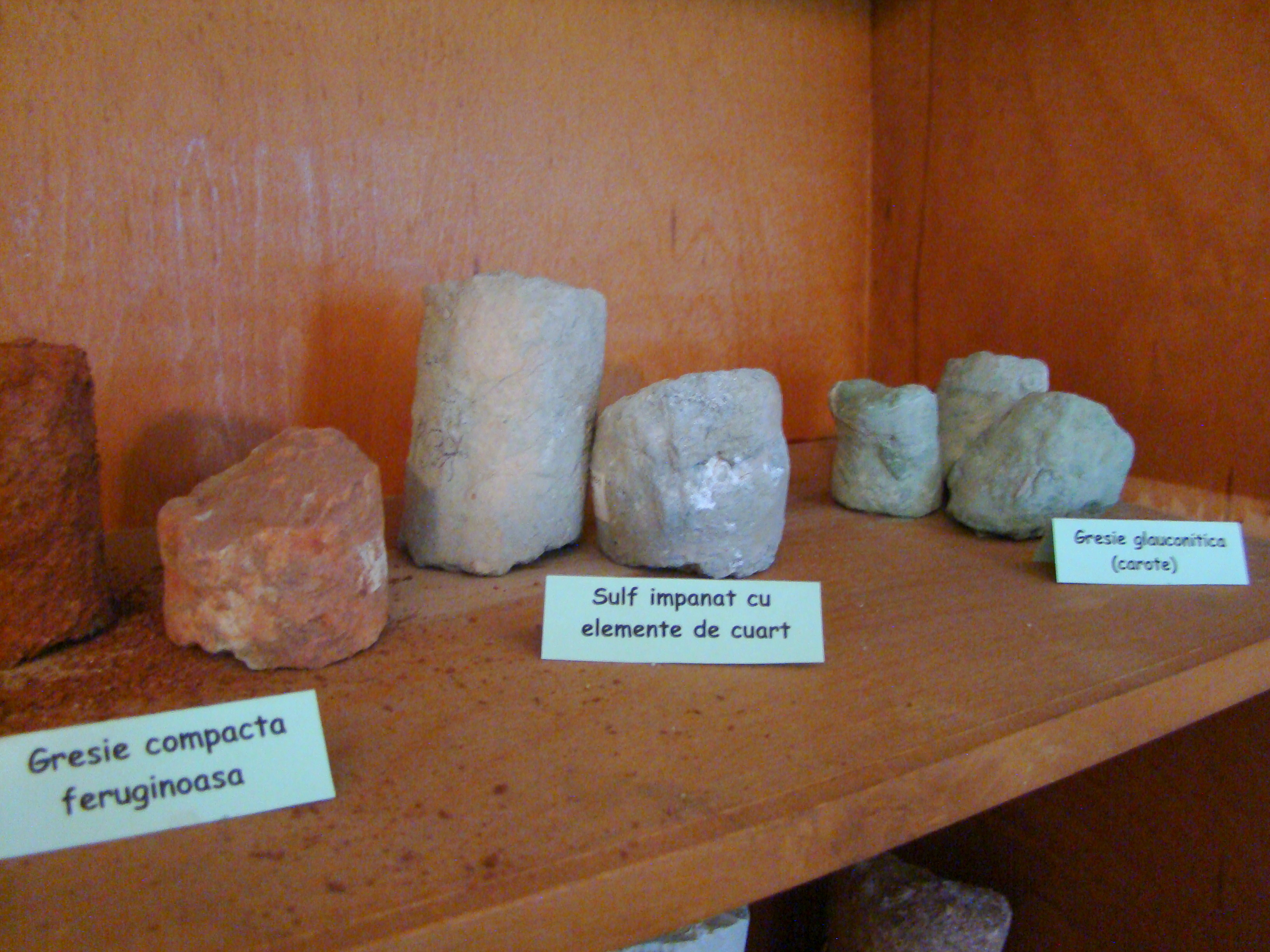
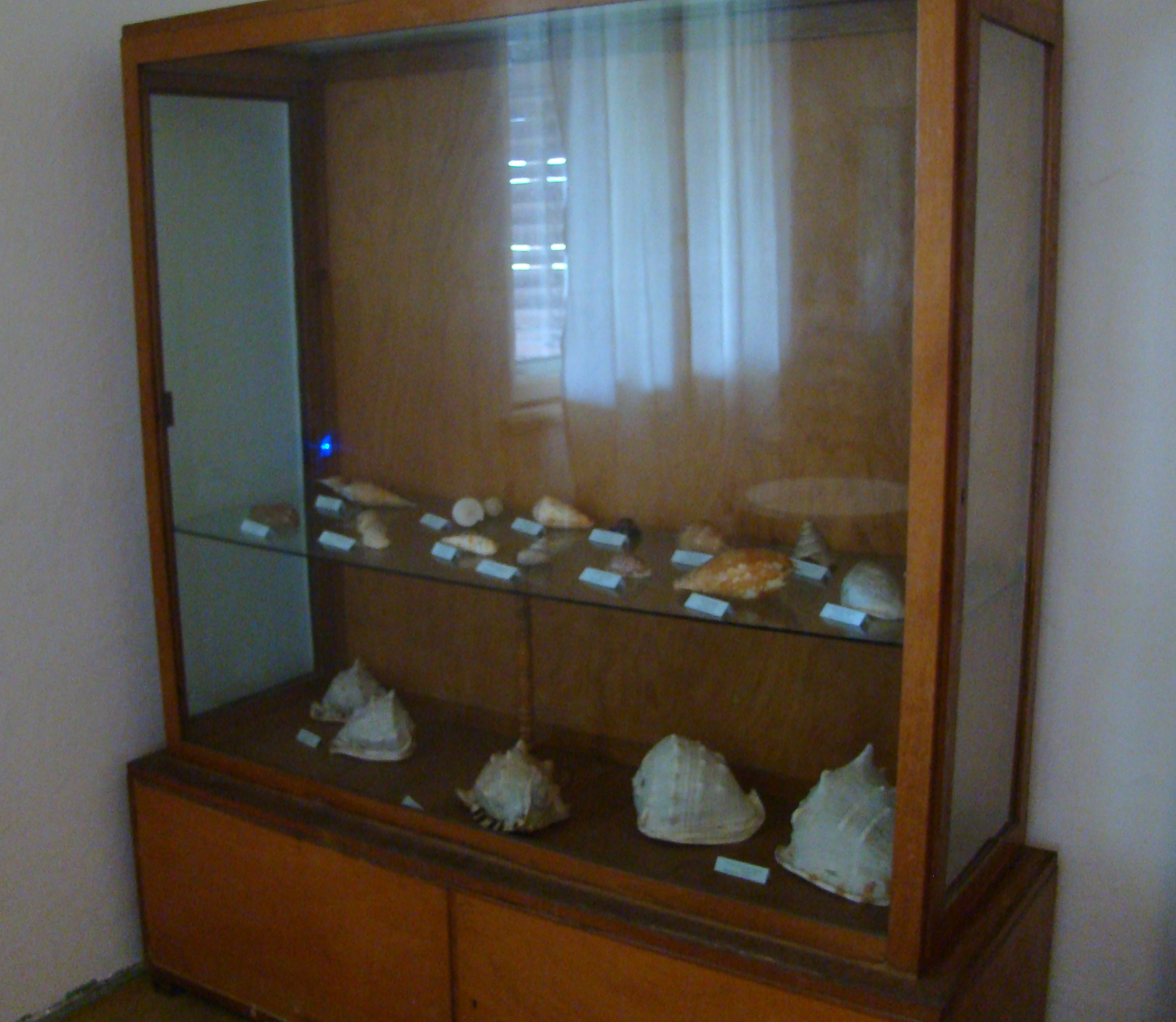
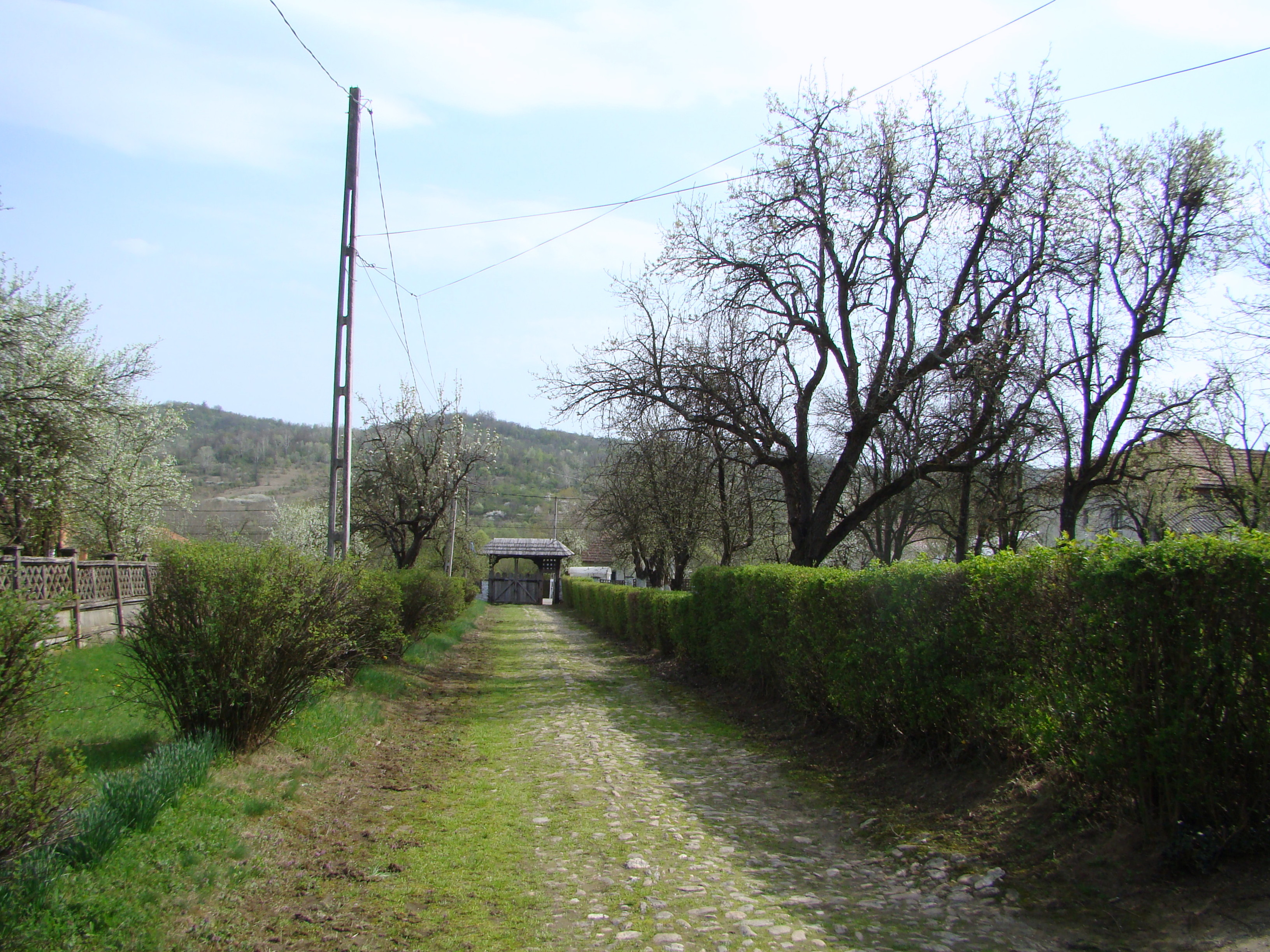
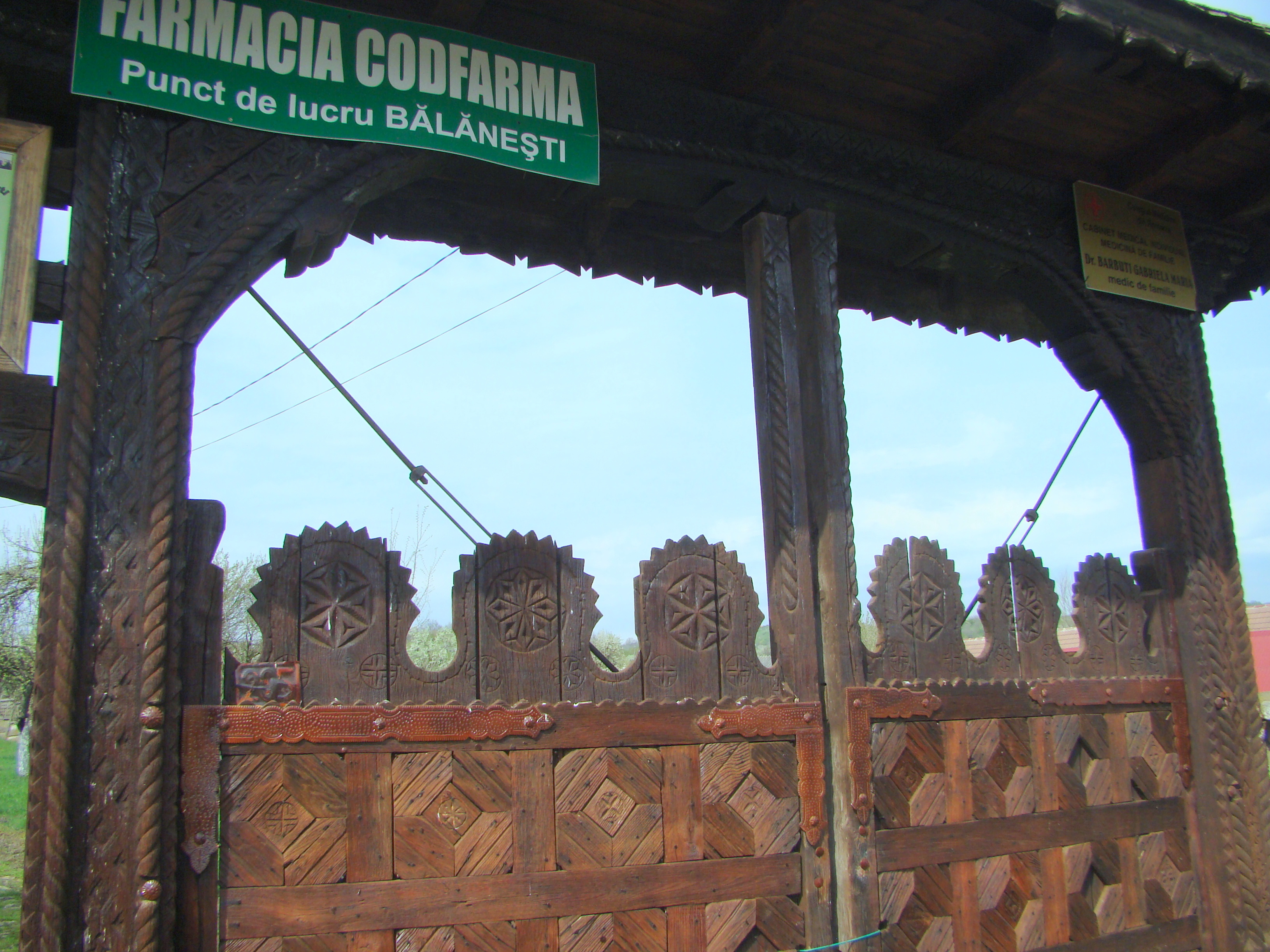